# Cattedrale di San Paolo (Londra)

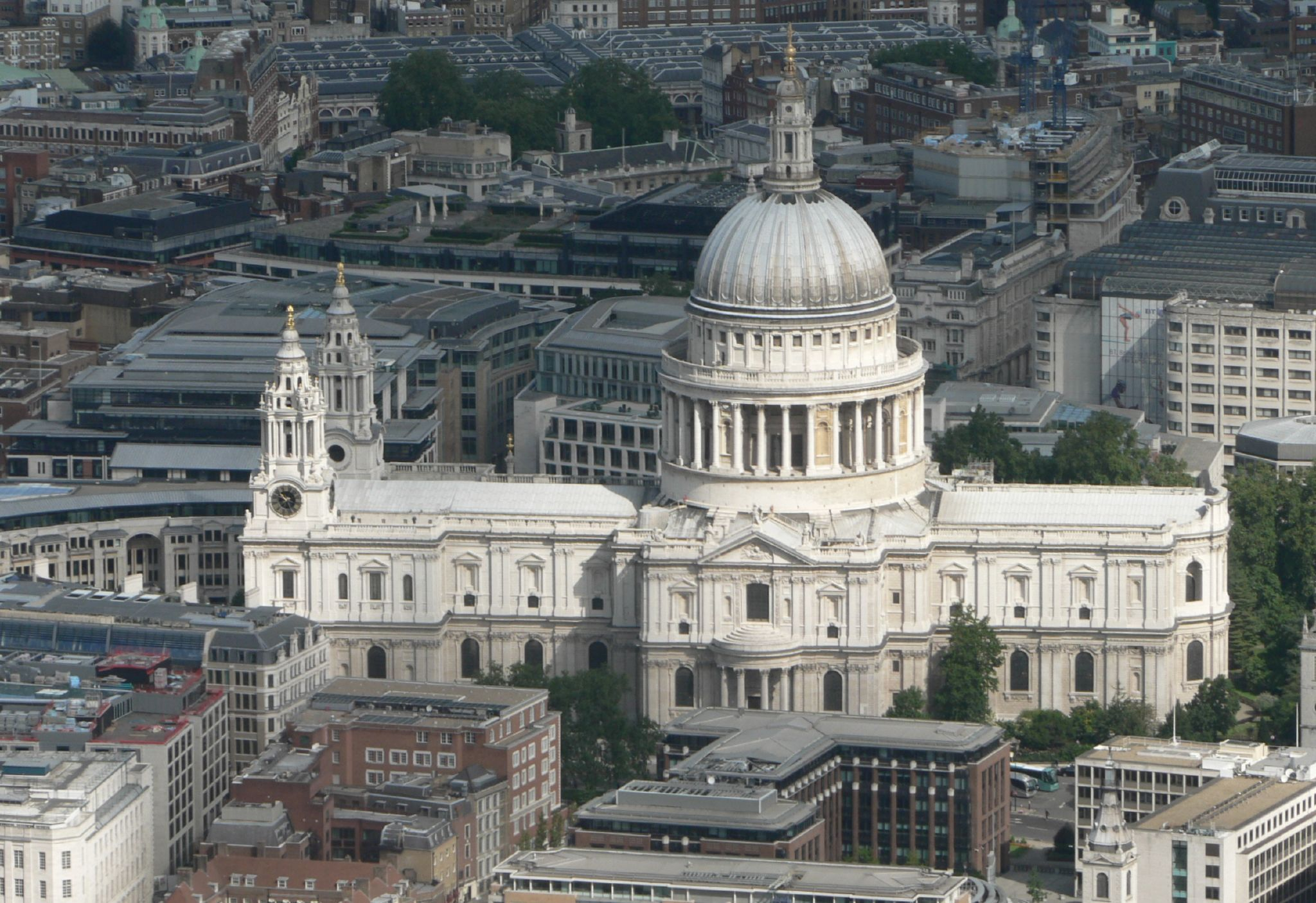
Veduta aerea

La cattedrale di San Paolo (in inglese St Paul's Cathedral o anche solo St Paul's) è una delle due cattedrali anglicane di Londra (l'altra è quella di Southwark), in Ludgate Hill, nella City. Chiesa madre della diocesi anglicana di Londra, l'imponente edificio è considerato il capolavoro dell'architetto Christopher Wren. È il primo edificio religioso per dimensione in Gran Bretagna.
Edifici religiosi che richiamano lo stile classico come questo in Inghilterra sono arrivati precedentemente solo con Inigo Jones che agli inizi del XVII secolo, in un ambiente nordico legato allo stile gotico, importò il classicismo italiano, completando il panorama architettonico del rinascimento inglese.
Tra gli eventi più famosi che qui hanno avuto luogo si ricordano il funerale dell'ammiraglio Nelson, quello del duca di Wellington, quello di Sir Winston Churchill e quello di Margaret Thatcher; le celebrazioni giubilari della regina Vittoria; i te deum per la fine della prima e della seconda guerra mondiale; il matrimonio tra il principe Carlo e la principessa Diana; il pranzo del Festival of Britain; i festeggiamenti per i giubilei della regina Elisabetta II (argento, oro, diamanti e 80º e 90º compleanno della regina).

## Storia

### Chiesa pre-normanna

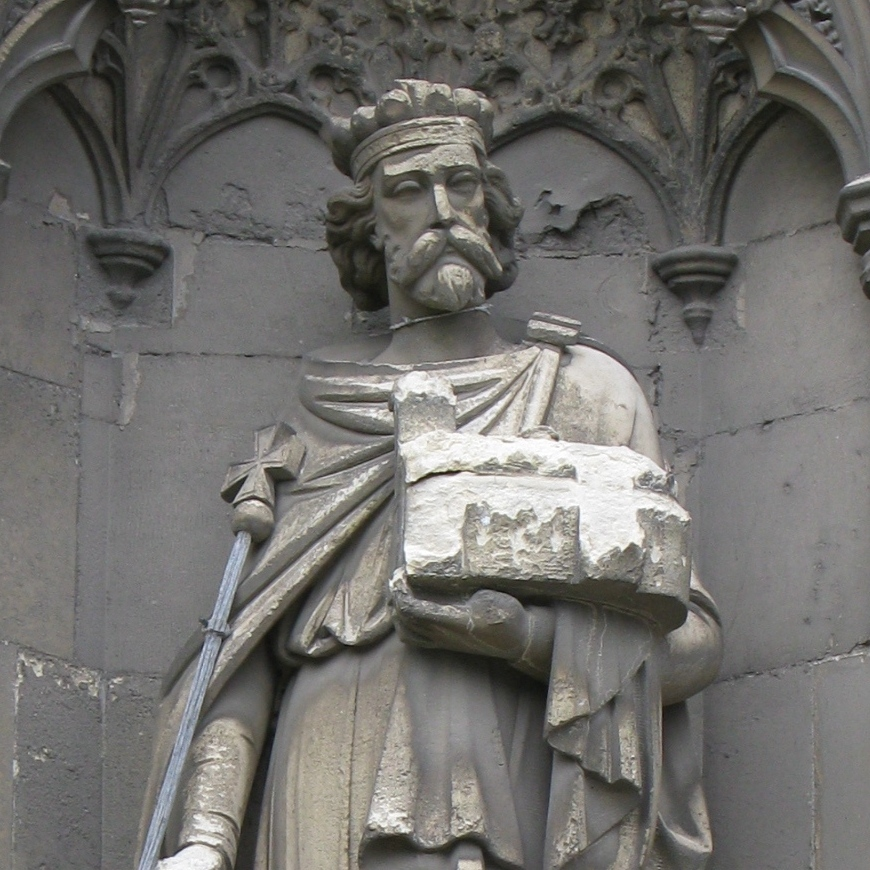
Etelberto del Kent fu il primo monarca inglese ad avviare la costruzione di una cattedrale (oggi non più esistente) dedicata a san Paolo apostolo a Londra. Nella statua presente nella cattedrale di Canterbury (qui raffigurata) lo si vede con in mano il modellino della prima chiesa di Londra.

Un primo edificio di culto venne costruito a Londra nel 604, in epoca anglosassone, in legno, probabilmente da Mellitus o da un altro missionario consacrato da Agostino di Canterbury, il quale consacrò anche re Saebert dell'Essex. Come riportato da Beda il Venerabile, lo zio di Seberht, Etelberto del Kent, fece costruire questa chiesa dedicata a San Paolo a Londra come sede per il nuovo vescovo. Questi presumette, pur non avendone le prove, che la prima cattedrale anglosassone si trovasse sul sito dell'attuale cattedrale.
Alla morte di Saeberh nel 616 circa, suo figlio, di fede pagana, espulse Mellitus da Londra, e i Sassoni tornarono al paganesimo. Il fato della prima cattedrale è sconosciuto. Il cristianesimo venne ricostruito tra gli anglosassoni alla fine del VII secolo e quindi si presume che all'epoca sia stata ricostruita una nuova cattedrale, eretta come sede di vescovi come Cedda, Wine e Earconvaldo, l'ultimo dei quali risulta effettivamente sepolto nella cattedrale nel 693. Questa struttura venne distrutta da un incendio nel 962, ma ricostruita in quello stesso anno.
Re Etelredo lo Sconsigliato venne sepolto in questa cattedrale alla sua morte nel 1016; la sua tomba risulta perduta. La cattedrale andò infatti bruciata nuovamente, con gran parte della città, nel corso dell'incendio di Londra del 1087, come riportato nelle Cronache anglosassoni.
L'attuale struttura di Saint Peter upon Cornhill venne disegnata da Christopher Wren dopo il grande incendio di Londra del 1666. Essa sorge sul punto più alto della vecchia Londinium e le leggende medievali la collegano alla prima diffusione del cristianesimo nell'area. Nel 1995, durante degli scavi a Tower Hill, vennero ritrovati i resti di una grande struttura particolarmente decorata, che potrebbe essere stata la prima cattedrale della città.
L'antiquario elisabettiano William Camden disse che sotto la cattedrale doveva trovarsi un tempio romano dedicato alla dea Diana. come controparte a quello di Apollo sotto la cattedrale di Westminster. Wren disse di non aver ritrovato alcuna traccia di un tempio sotto la nuova cattedrale durante la ricostruzione dopo il 1666 e pertanto oggi l'ipotesi di Camden non è ritenuta comprovata.

### Antica cattedrale di San Paolo

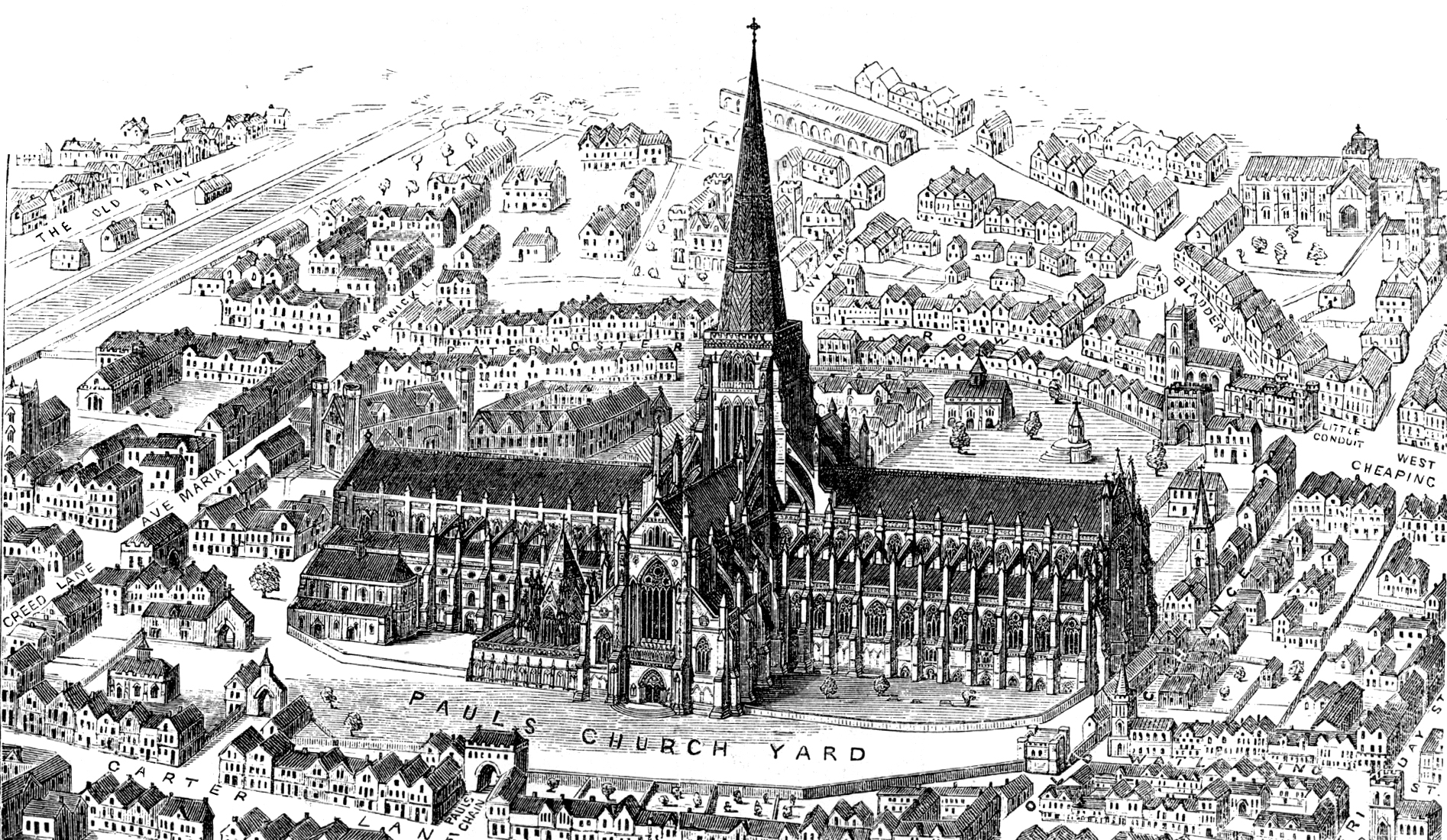
La vecchia cattedrale di San Paolo

L'antica cattedrale di San Paolo, conosciuta con il nome di vecchia San Paolo (in inglese Old St. Paul's), venne iniziata dai Normanni dopo l'incendio del 1087. I lavori proseguirono per oltre 200 anni, con un incendio nel 1136 che distrusse parte dei lavori già eseguiti sebbene la cattedrale non fosse ancora terminata. 
La chiesa venne consacrata nel 1240, ma le celebrazioni iniziarono solo nel 1256. 
I lavori terminarono nel 1314, e la chiesa venne consacrata definitivamente nel 1300. È la terza chiesa per tempo di costruzione d'Europa.
Gli scavi eseguiti nel 1878 da Francis Penrose mostrarono le vecchie dimensioni della cattedrale, 178 × 30 m (585 x 100 piedi), con un campanile alto 149 metri. La struttura era particolarmente grande e per lunghezza era superata solo dall'abbazia di Cluny, mentre in altezza era superata solo dalla cattedrale di Lincoln.

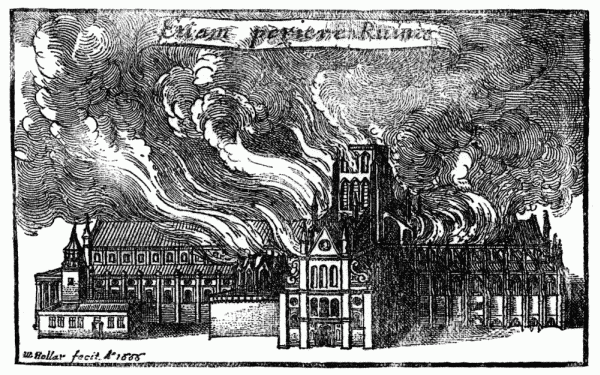
La vecchia cattedrale di San Paolo divorata dalle fiamme durante l'incendio di Londra del 1666

Durante il XVI secolo l'edificio andò in decadenza, sotto Enrico VIII ed Edoardo VI quando l'abolizione dei monasteri provocò la distruzione degli interni della cattedrale: cripte, cappelle, spazi per il coro, sacrari e tutto quanto era contenuto all’interno della chiesa. Molti dei paramenti religiosi furono confiscati e rivenduti dalla Corona.
I fedeli venivano riuniti nell'angolo nord-est del sagrato in cui si tenevano le predicazioni e denominato "la Croce di San Paolo". Fu in questo luogo nel 1549, che un predicatore protestante radicale iniziò a sollecitare le persone per distruggere le decorazioni interne della cattedrale. Nel 1561 la guglia venne distrutta da un fulmine e fu deciso di non riedificarla; questo evento fu interpretato dai protestanti e dai cattolici come un segno del dispiacere di Dio per le azioni compiute dalle opposte fazioni.
Un architetto del classicismo inglese, Sir Inigo Jones, aggiunse la facciata ovest della cattedrale nel 1630, ma i lavori si interruppero a causa dello scoppio della guerra civile; gli incartamenti e i progetti vennero persi o distrutti. 
La cattedrale venne distrutta nel 1666 durante il grande incendio di Londra. Ne rimase solo lo scheletro in pietra.
Dopo varie discussioni sulla modalità di ricostruzione se in stile antico o moderno, si optò per quest'ultimo.

### Cattedrale di Wren

#### Progetto e costruzione

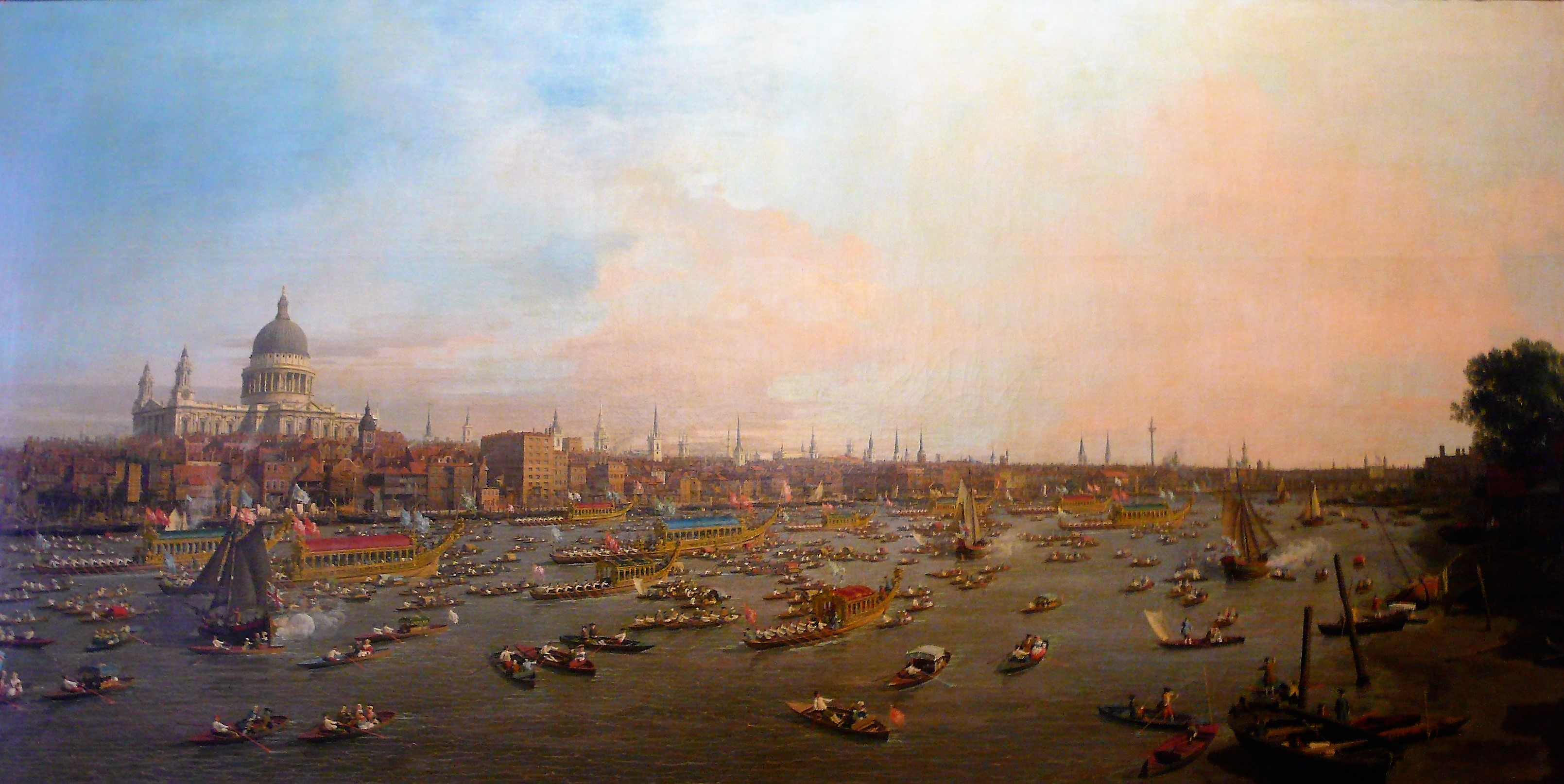
Il Tamigi con la Cattedrale di St. Paul il giorno di Lord Mayor (Canaletto, 1746, Praga, Collezione Lobkowicz)

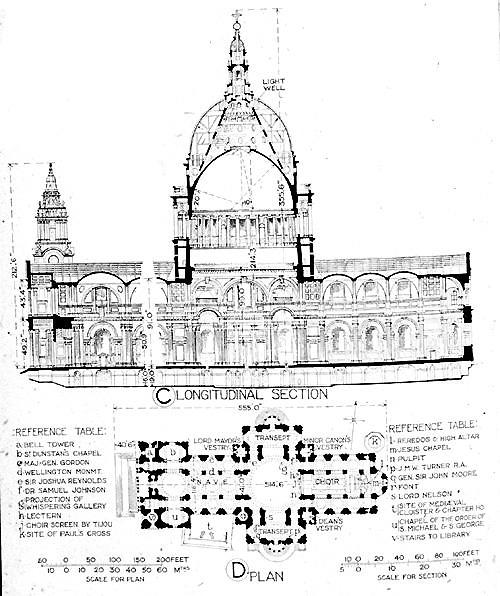
Il progetto definitivo di Wren per San Paolo

I lavori per la costruzione della nuova cattedrale vennero affidati a Sir Christopher Wren nel 1668. Il suo primo progetto si basò sulle fondamenta della vecchia cattedrale, ma venne rifiutato. Il secondo progetto era una chiesa a croce greca con dei quarti di cerchio negli angoli, ma anche questo venne rifiutato. In quell'occasione, Wren, per presentare al meglio i suoi progetti, costruì un plastico in scala 1:24 chiamato Great Model, ancora conservato nella cripta della cattedrale. Il progetto definitivo venne accettato nel 1675. I lavori cominciarono il 21 giugno 1675; la prima pietra venne posata nel 1677 da Thomas Strong, il capomastro di Wren. Il progetto prevedeva una piccola cupola con una guglia in cima, ma il re Carlo II diede la libertà a Wren di modificare il progetto come avesse voluto. Wren riprogettò la cattedrale, che comprendeva una grande cupola centrale e due campanili nella parte ovest.
La cattedrale venne completata il 20 ottobre del 1708, il giorno in cui Sir Christopher Wren compì 76 anni. 
Un giovedì, il 2 dicembre 1697, dopo 32 anni e 3 mesi, un focolaio nato in una panetteria, portò Londra di nuovo nelle fiamme. L'evento creò l'occasione per poter aprire le porte della cattedrale. La domenica successiva c'era una folla immensa ad attendere di poter entrare nella cattedrale. Alla cerimonia erano presenti re Guglielmo III e il vescovo di Londra, Henry Compton. Il reverendo recitò il salmo 122: Entriamo nella casa del signore.
La folla era divisa tra chi l'amava e chi l'odiava, anche se la maggior parte delle persone erano meravigliate e stupite dalla grande opera.

### Dopo Wren

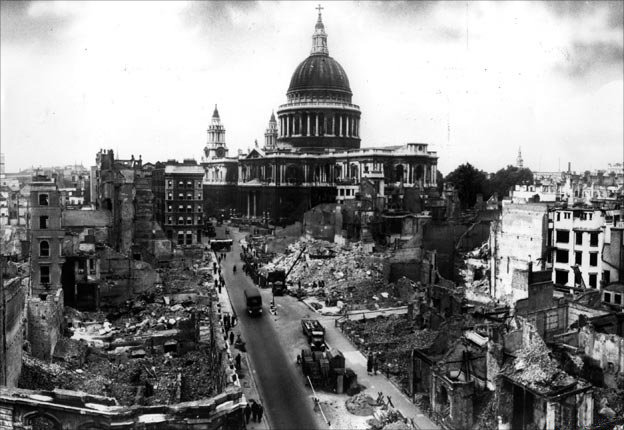
Una fotografia della cattedrale, parte della serie St Paul's Survives, scattata il 30 dicembre 1940 che rappresenta la cattedrale di San Paolo dopo i bombardamenti della battaglia d'Inghilterra

Negli anni '30 Godfrey Allen, geometra della cattedrale e suo custode (noto come "St Paul’s terrier"), elaborò una serie di limiti massimi di altezza per gli edifici del centro londinese che avevano lo scopo di preservare la vista della riva sud del fiume Tamigi e di non superare in altezza la cupola della cattedrale.
La chiesa resistette durante i bombardamenti di Londra della seconda guerra mondiale. In particolare, durante il bombardamento del 29 dicembre 1940 la cattedrale, pur circondata e annerita all'esterno dalle fiamme, restò intatta (a dispetto del quartiere intorno a essa, che venne completamente divorato dal fuoco e dalle bombe).
Il 17 aprile 1941 una bomba esplose poco al di sotto del soffitto nel transetto nord, a circa 7,60 m dal corpo della cupola. L'impatto creò un grande buco nel pavimento sopra la cripta. I segni dell'esplosione sono tuttora visibili su una parete all'esterno di una finestra che ha permesso il passaggio dei frammenti.
Un'altra bomba caduta all'interno della cattedrale, il 12 settembre 1940 non esplose. Venne successivamente tolta da una squadra di artificeri, il cui comandante era Robert Davies. Quando questa bomba fu portata in un luogo sicuro e fu fatta brillare creò un cratere di oltre 30 metri di diametro; se fosse esplosa avrebbe sicuramente distrutto la cattedrale. Per questo Davies ricevette la Croce di San Giorgio insieme a un commilitone, lo zappatore George Cameron Wylie.
Dopo la guerra, tra gli eventi di maggior peso che interessarono la cattedrale ricordiamo il 29 luglio 1981, con il matrimonio tra il principe Carlo e la principessa Diana.
A partire dal 1996 la struttura venne interamente restaurata, in particolare per quanto riguarda le coperture in rame e in piombo. Il progetto, della durata di 15 anni, venne completato il 15 giugno 2011.

## Descrizione

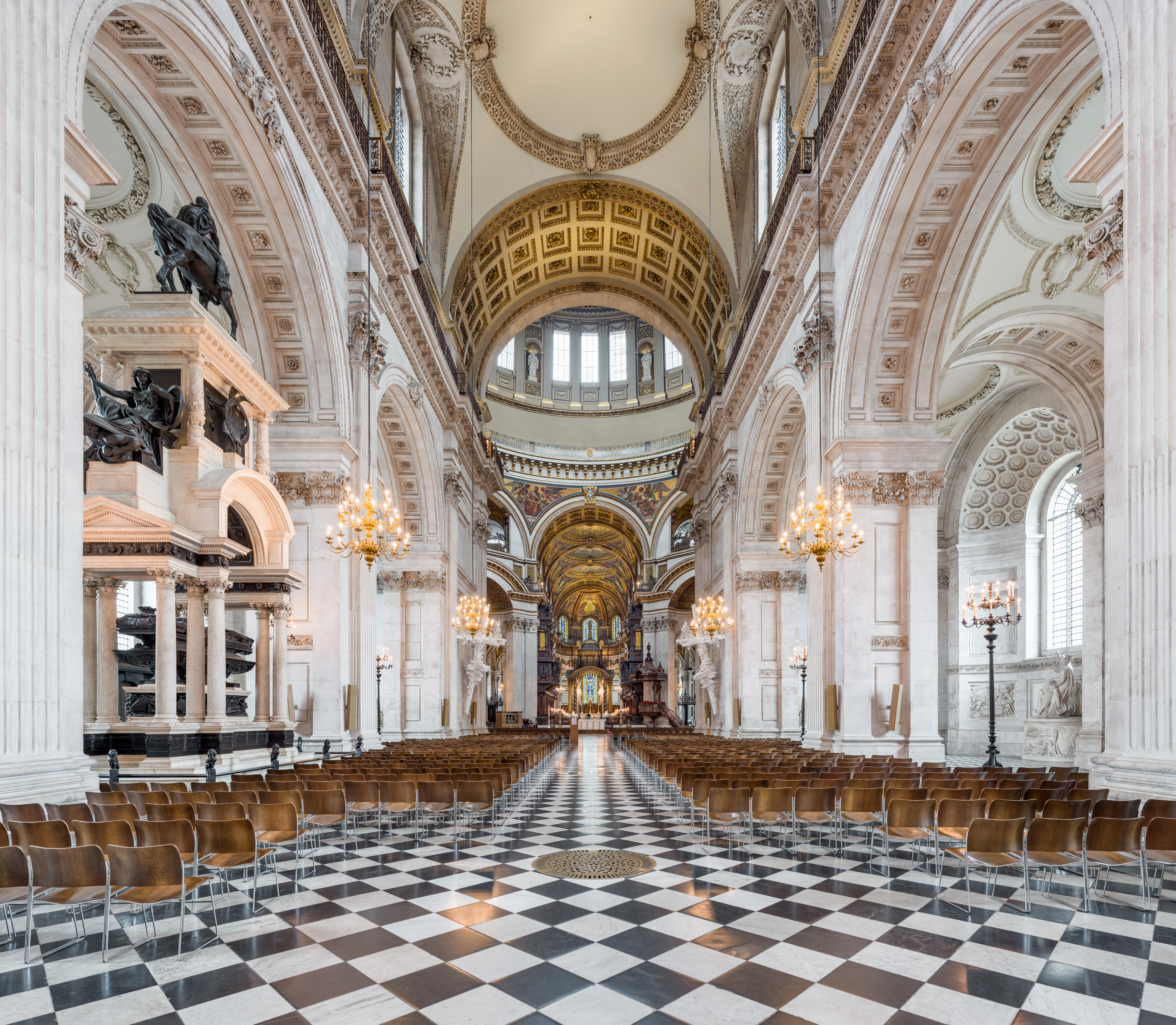
Interno

La cattedrale di Saint Paul è costruita con pietra Portland, in quello che può essere definito classicismo barocco, in netto contrasto con le classiche cattedrali medievali inglesi. Wren si ispirò ai progetti di Palladio per questa nuova costruzione, come pure allo stile classico di Inigo Jones, al barocco romano del Seicento e ad altre strutture realizzate in Francia da François Mansart.
La pianta della cattedrale a ogni modo rivela delle influenze medievali. Come la maggior parte delle grandi cattedrali medievali del Regno Unito, come quelle di York e Winchester, quella di Saint Paul è particolarmente lunga e dispone di transetti che si proiettano all'esterno, come nei progetti gotici. Essa presenta inoltre le due tipiche torri in facciata, che, per quanto di stile barocco, richiamano lo stile di costruzione medievale. Lo zio di Wren, Matthew Wren, era stato vescovo di Ely, e lo stesso architetto, avendo lavorato per suo zio, aveva avuto modo di studiare a fondo quella cattedrale, traendone probabilmente ispirazione.

### Sviluppo del progetto
(Clerihew di Edmund Clerihew Bentley)
Nel disegnare Saint Paul, Christopher Wren fece molti cambiamenti al progetto. Egli dovette creare una cattedrale adeguata a rimpiazzare la Vecchia Saint Paul, come luogo di culto ma anche come punto di riferimento per la città di Londra. Egli dovette soddisfare le richieste della chiesa e il gusto dei reali patroni, come pure rispettare le tradizioni medievali essenziali della chiesa inglese che erano poi funzionali alla liturgia interna. Wren aveva studiato sia l'architettura rinascimentale sia quella barocca a lui contemporanea in Italia e aveva visitato la Francia dove aveva studiato le opere di François Mansart.
Il disegno che Wren sviluppò s'imperniò su cinque fasi fondamentali. Della prima abbiamo un unico disegno e parte di un modello. Lo schema (solitamente definito First Model Design) sembra presentare una cupola circolare vestibolata (probabilmente ispirata al Pantheon di Roma) e una chiesa di forma basilicale rettangolare. La pianta venne forse ispirata dalla Temple Church. Il progetto venne rifiutato in quanto non appariva "sufficientemente trionfale". Il secondo disegno di Wren fu a croce greca, ma per il clero non soddisfaceva i requisiti della liturgia anglicana.
Il terzo disegno di Wren è quello caratterizzato dal "Great Model" del 1673. Il modello in scala, realizzato in legno di quercia e gesso, costò per l'epoca più di 500 sterline (circa 32 000 sterline attuali) ed era alto 4 metri e lungo 6. Il disegno di questa proposta manteneva lo schema a croce greca, ma estendeva la navata. I critici, come pure il clero, dissero che il progetto si discostava troppo dalle altre chiese inglesi e quindi non assicurava continuità con la tradizione. Un altro problema era costituito dal fatto che esso presentava delle difficoltà di costruzione che impedivano l'apertura al culto della chiesa prima del completamento della cupola. Il Great Model era il disegno preferito di Wren, in quanto egli riteneva che esso riflettesse la bellezza del Rinascimento. Dopo la bocciatura del Great Model, Wren si risolse a non realizzare più altri modelli in scala e a non esporre più i suoi disegni al pubblico, considerando tale pratica una "perdita di tempo e soggetto a troppi giudizi di incompetenti". Il Great Model è ancora oggi presente e si trova all'interno della cattedrale stessa.
Il quarto disegno di Wren è noto come il Warrant design perché ricevette l'assenso reale alla ricostruzione. In questo disegno Wren cercò di riconciliare l'architettura gotica, predominante nelle chiese inglesi tradizionali, in una "architettura di miglior maniera". Esso aveva una pianta a croce latina come nelle cattedrali medievali, ma disponeva di un portico classico e di finali di transetti ispirati al lavoro svolto sulla Vecchia Saint Paul da Inigo Jones. Il progetto prevedeva la realizzazione di una doppia cupola con una spirale finale. Vaughan Hart ha suggerito che Wren si sia ispirato in questa alle pagode orientali, come richiamo all'oriente, ovvero all'est, dove il sole sorge, ricollegandosi alle conoscenze astronomiche di Wren.

### Disegno finale
Il disegno finale come venne poi costruito differiva sostanzialmente dal Warrant design. Wren ricevette il permesso dal re di apportare dei "cambiamenti ornamentali" al disegno presentato, e Wren ne approfittò notevolmente. Molti di questi cambiamenti vennero apportati poi nel corso dei trent'anni di costruzione della chiesa e i più significativi andarono alla cupola: "Realizzò un'altra struttura sulla prima cupola, un cono di mattoni, per supportare la lanterna ... E la coprì con un'altra cupola di piombo; e tra queste vi erano le scale per ascendere alla lanterna" (Christopher Wren, figlio di sir Christopher Wren). Il disegno finale si ispirò fortemente alla Basilica di San Pietro a Roma.
La data della posa della prima pietra della cattedrale è disputata. Secondo racconti dell'epoca fu il 21 giugno 1675, secondo altri il 25 giugno e secondo altri ancora il 28 giugno.

### Ingegneria strutturale
L’idea di Wren era sin dall’inizio quella di costruire una grande cattedrale per la capitale. L’aspetto inusuale del suo progetto è dato anche dal fatto che la chiesa dispone di una cripta sotterranea che è la più grande d’Europa, estendendosi sotto tutta l’intera struttura. La cripta venne costruita anche con uno scopo strutturale: per quanto vuoto, infatti, metà dello spazio è sostenuto da possenti pilastri che assommano su di loro la maggior parte del peso della chiesa sovrastante. Mentre la maggior parte delle cupole e delle torri delle cattedrali nel mondo sono sostenute da quattro pilastri ciascuna, Wren predispose otto pilastri a sostegno della cupola di Saint Paul, ottenendo così una migliore ripartizione del peso sulle fondamenta.
Una delle problematiche più importanti che Wren dovette affrontare fu sicuramente la cupola: come tratto distintivo della cattedrale, doveva essere abbastanza alta da poter rimpiazzare visivamente la torre della vecchia cattedrale ma doveva anche essere piacevolmente visibile dall’interno della struttura. Wren pianificò inizialmente una cupola doppia come nella basilica di San Pietro a Roma. La sua soluzione al problema visuale fu quella di separare le altezze della cupola interna e di quella esterna da una intercapedine notevole, più grande di quanto in avesse fatto lo stesso Michelangelo a San Pietro. Tra la cupola interna e quella esterna Wren inserì un cono di mattoni a supporto di entrambe le strutture, il tutto ornato da una lanterna ornata sulla sommità. Lo spessore del muro del cono è di 45 cm ed è supportato da parti in ferro che si agganciano alla cornice del peristilio per evitarne la rottura.
Il Warrant Design mostrava la presenza di contrafforti esterni al pian terreno. Questi non erano elementi classici e furono tra i primi elementi che Wren cambiò, sostituendo tale necessità col rendere le mura della struttura più fini. Le volte vennero invece rinforzate da contrafforti volanti, i quali vennero aggiunti a uno stadio avanzato del progetto per rafforzare la struttura. Questi vennero mascherati dalla presenza di un muro di stile classico appositamente costruito per mantenere una unità stilistica anche all’esterno della cattedrale, ma anche per mantenere salda l’attenzione sulla cupola.

### Progettisti, costruttori e artigiani
Durante il lungo periodo di disegno e progettazione della cattedrale, Wren impiegò dal 1684 Nicholas Hawksmoor come suo principale assistente. Tra il 1696 e il 1711 William Dickinson fu assistente alle misurazioni. Joshua Marshall (sino alla sua prematura scomparsa nel 1678) e Thomas E suo fratello Edward Strong furono capomastri, e il secondo dei due lavorò alla costruzione per tutta la durata della sua edificazione. John Langland fu maestro carpentiere per più di trent’anni. Grinling Gibbons fu capo scultore sia in pietra sia in legno (per alcuni dettagli interni). Lo scultore Caius Gabriel Cibber creò il basamento del transetto sud mentre Francis Bird realizzò i bassorilievi del basamento ovest rappresentanti la Conversione di San Paolo, oltre alle sette statue in facciata. Il pavimento venne disegnato da William Dickinson in marmo bianco e nero e realizzato nel 1709–10. Jean Tijou fu responsabile delle decorazioni in ferro per balaustre e cancelli. La sfera e la croce sulla sommità vennero realizzate da Andrew Niblett.

### Esterno

#### Cupola

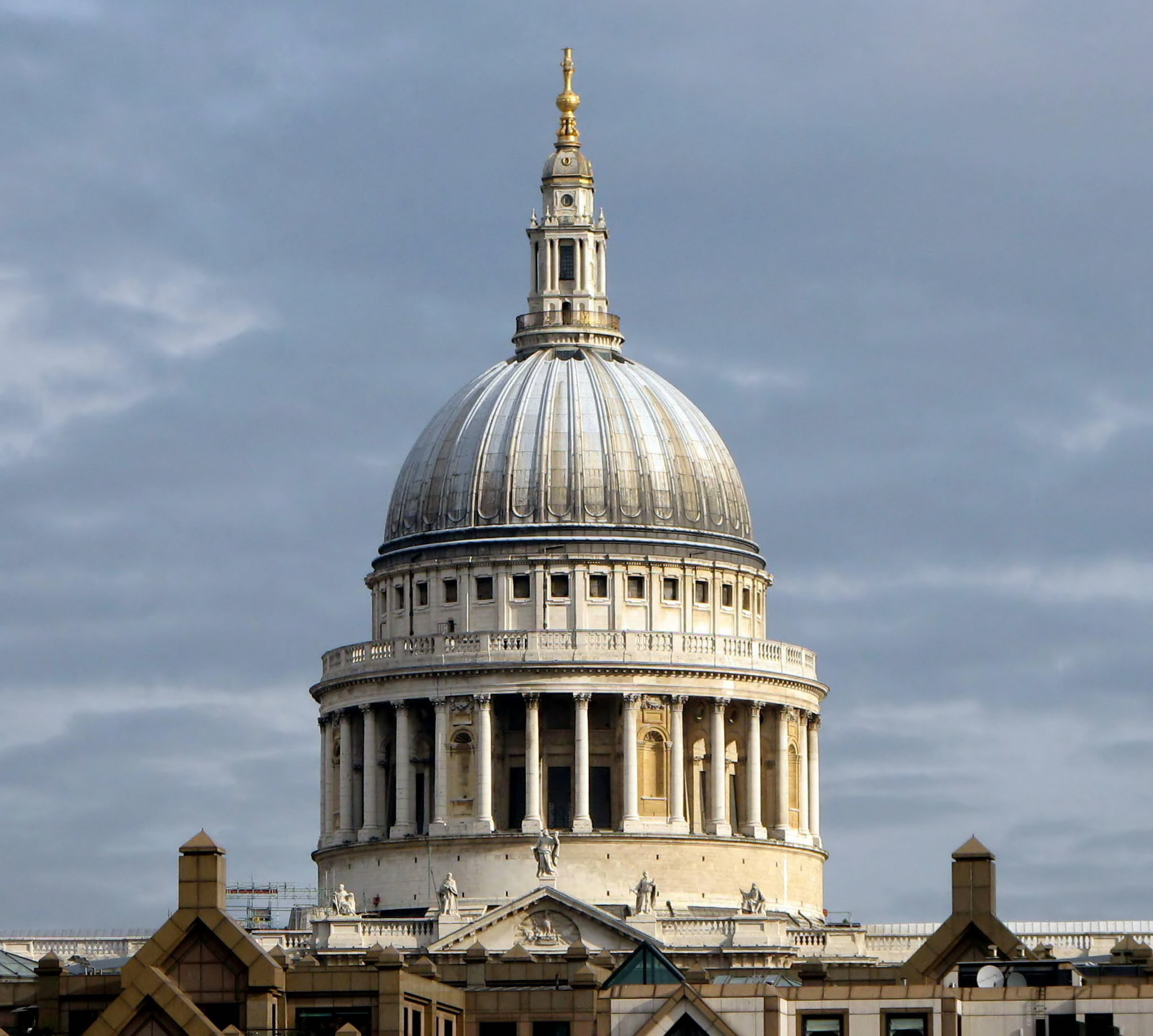
La cupola

La cupola che si eleva per 111 metri sino alla croce domina l'esterno della cattedrale e l'intero panorama della città. Il numero di metri, estremamente particolare, è dovuto all'interesse di Wren per l'astronomia. Fino alla fine del XX secolo, Saint Paul era la più alta struttura della città di Londra. La cupola è stata descritta da sir Banister Fletcher come "probabilmente una delle migliori in Europa", da Helen Gardner come "maestosa" e da sir Nikolaus Pevsner come "una delle più perfette al mondo". Sir John Summerson disse che gli inglesi e "persino gli stranieri" la considerano senza eguali.
La cupola, che in realtà è una "falsa cupola", è stata ispirata dalla Basilica di San Pietro a Roma per quanto riguarda la complessità del progetto; mentre il linguaggio sembra guardare al tempietto di San Pietro in Montorio di Bramante e anche alla Chiesa del Val-de-Grâce a Parigi, in particolare per la presenza di un peristilio continuo di colonne. 
Wren progettò una grossa cupola, formata da tre cupole sovrapposte:
- La più alta non ha una funzione strutturale ma impressiona la vista;
- La più bassa ha una funzione di decorare l'interno;
- La falsa cupola in mezzo ha solo la funzione strutturale.

Tutte e tre le cupole sono degli archi di catenaria, l'utilizzo di tre archi di catenaria fu un'intuizione di Robert Hooke, che pare abbia collaborato al progetto, partecipando alla ricostruzione di Londra dopo un grande incendio.
Sopra il peristilio si erge un secondo piano circondato da una balconata balaustrata detta "Stone Gallery". Questa parte è ornata con pilastri alternati a finestre rettangolari che creano un senso di leggerezza nella struttura. Sopra questa parte si erge la cupola, con una copertura di piombo, costolata in riferimento ai pilastri presenti nella fascia sottostante. Appena sotto la cupola dispone di otto aperture di luce appena visibili che però permettono alla luce di entrare all'interno della chiesa.
La lanterna si erge all'ultimo stadio della cupola. La caratteristica più inusuale di questa struttura è la forma squadrata della stessa, anziché circolare o ottagonale come spesso accadeva nei progetti dell'epoca. Questa parte forma un "tempietto" con un portico a quattro colonne riferite ai quattro punti cardinali. Il peso totale della lanterna è di 850 tonnellate.

#### Facciata

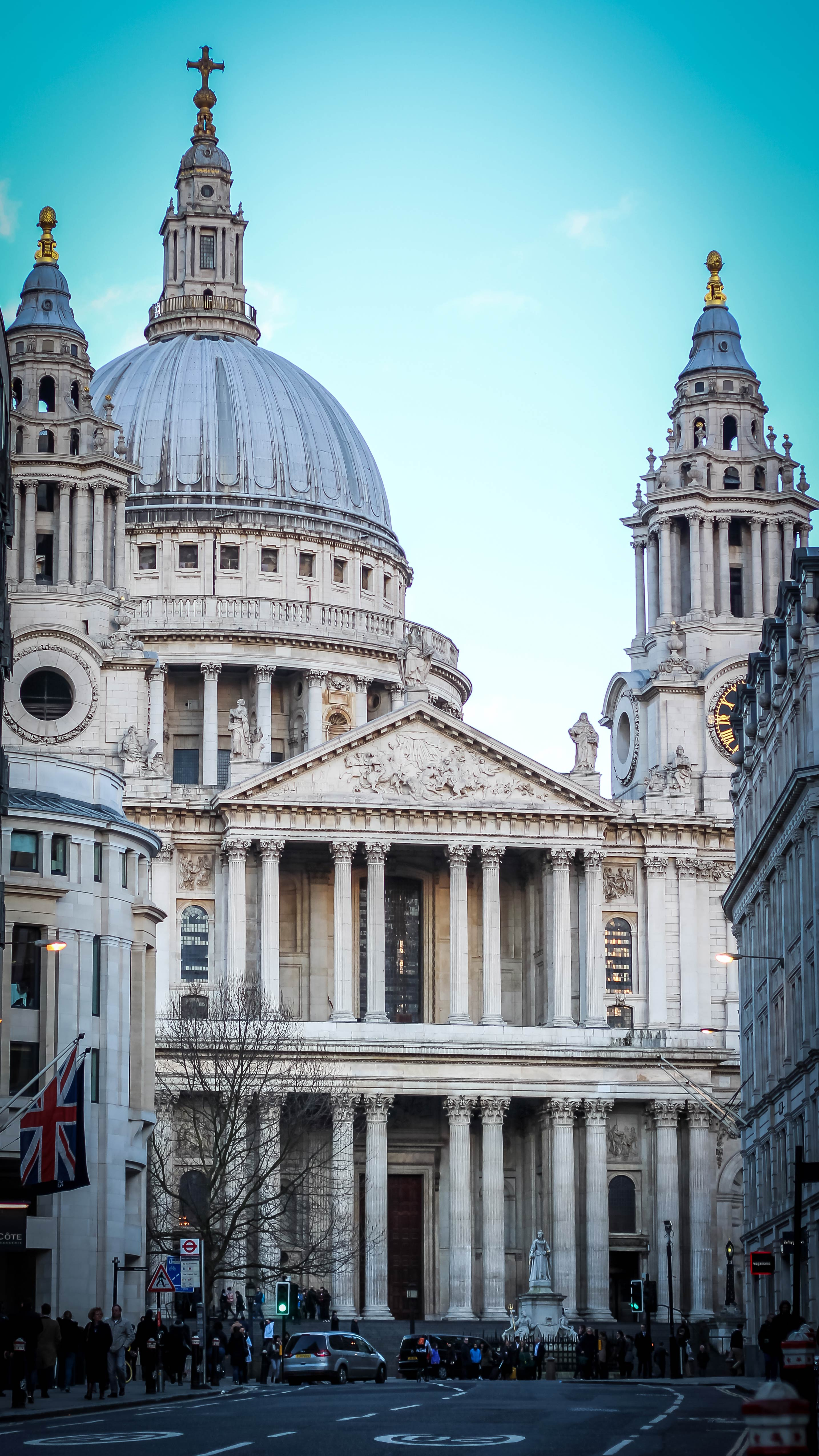
La facciata della cattedrale di San Paolo vista da Dome Street

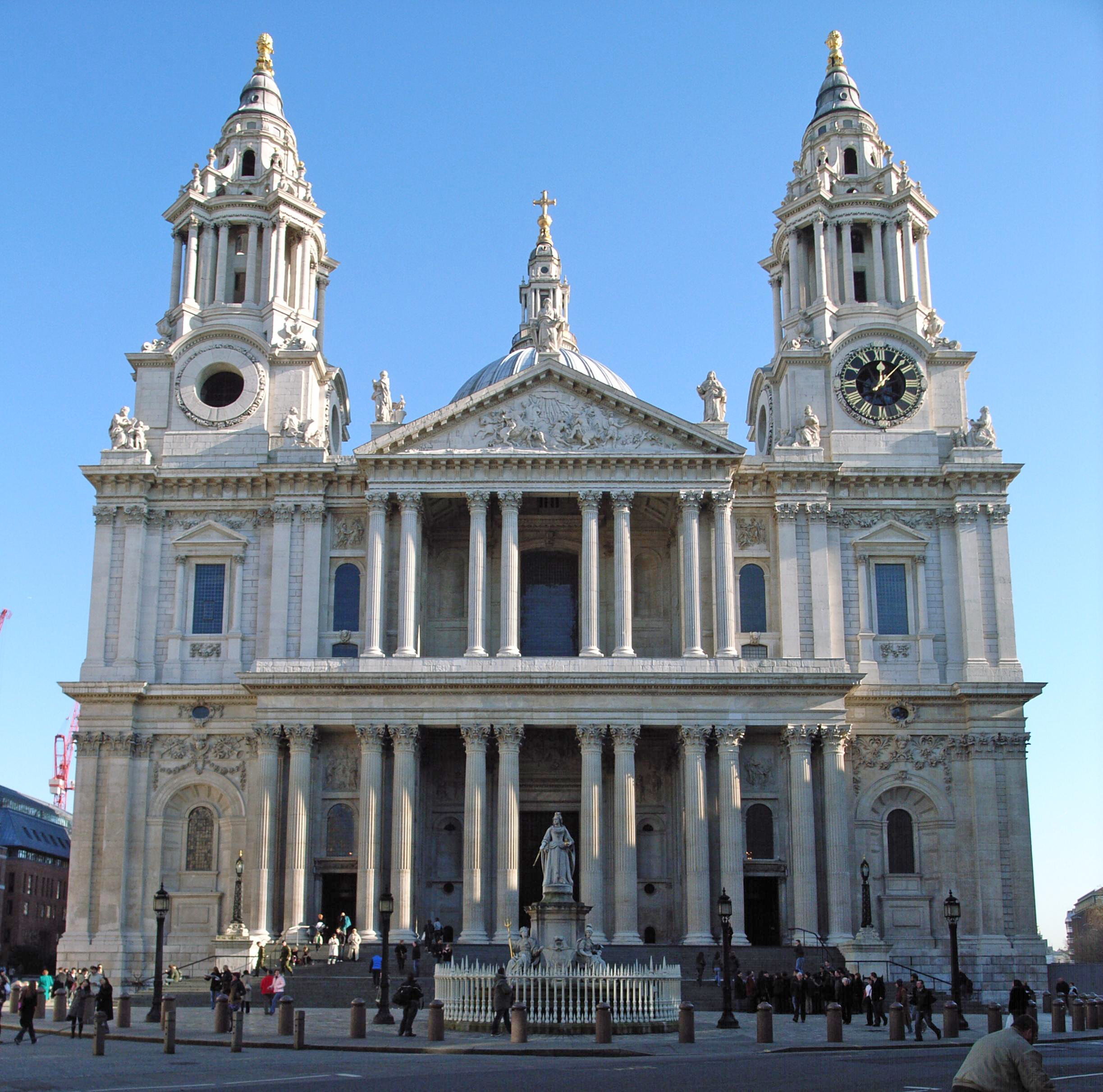
La facciata

Per gli architetti rinascimentali impegnati nel progetto delle grandi cattedrali dell'epoca, il problema era sempre stato quello di unire l'alta facciata centrale con le più basse navate laterali in una visuale armonica. Sin dal progetto di Leon Battista Alberti a Santa Maria Novella a Firenze, la soluzione era stata trovata nell'espediente di collegare i lati e il centro con delle grandi braccia. Questa fu la soluzione che Wren vide impiegata anche da Mansart nella chiesa di Val-de-Grâce. Altro elemento impiegato anche da Mansart era il portico a colonne appaiate. Wren incluse anche delle torri nel disegno.
La soluzione di Wren per la facciata della chiesa fu quella di impiegare un portico classico, come a Val-de-Grâce, ma elevandolo su due piani, e facendolo sostenere da coppie di colonne. Il portico inferiore si estende però qui sino ai lati della chiesa, mentre la sezione superiore definisce la navata dietro a essa. Lo spazio tra il portico superiore e le torri laterali è occupato da alcune strette finestre arcuate.
Le torri si trovano laterali alla facciata, ma schermano le due cappelle poste immediatamente dietro di esse. Le parti basse delle torri continuano lo schema dei muri esterni, ma sono differenziate di modo da creare un aspetto più solido della struttura.
Sopra la cornice principale che unisce le torri al portico e ai muri esterni, i dettagli sono più evidenti così da rendere la struttura chiaramente visibile anche dall'esterno, dalla strada e da lunga distanza. Le torri sono composte da due elementi complementari, un cilindro centrale composto da una serie di tamburi impignati tra loro e dei grandi oculi, di cui quello a sud è occupato dall'orologio, mentre quello a nord è vuoto. Altro elemento sono le colonne binate di ordine corinzio, che servono a dare unità ai vari tamburi.
Ciascun transetto della cattedrale dispone di un'entrata contraddistinta da un portico semi-circolare. Wren si ispirò ai disegni delle incisioni di Pietro da Cortona per la chiesa barocca di Santa Maria della Pace a Roma.

### Campanili e campane

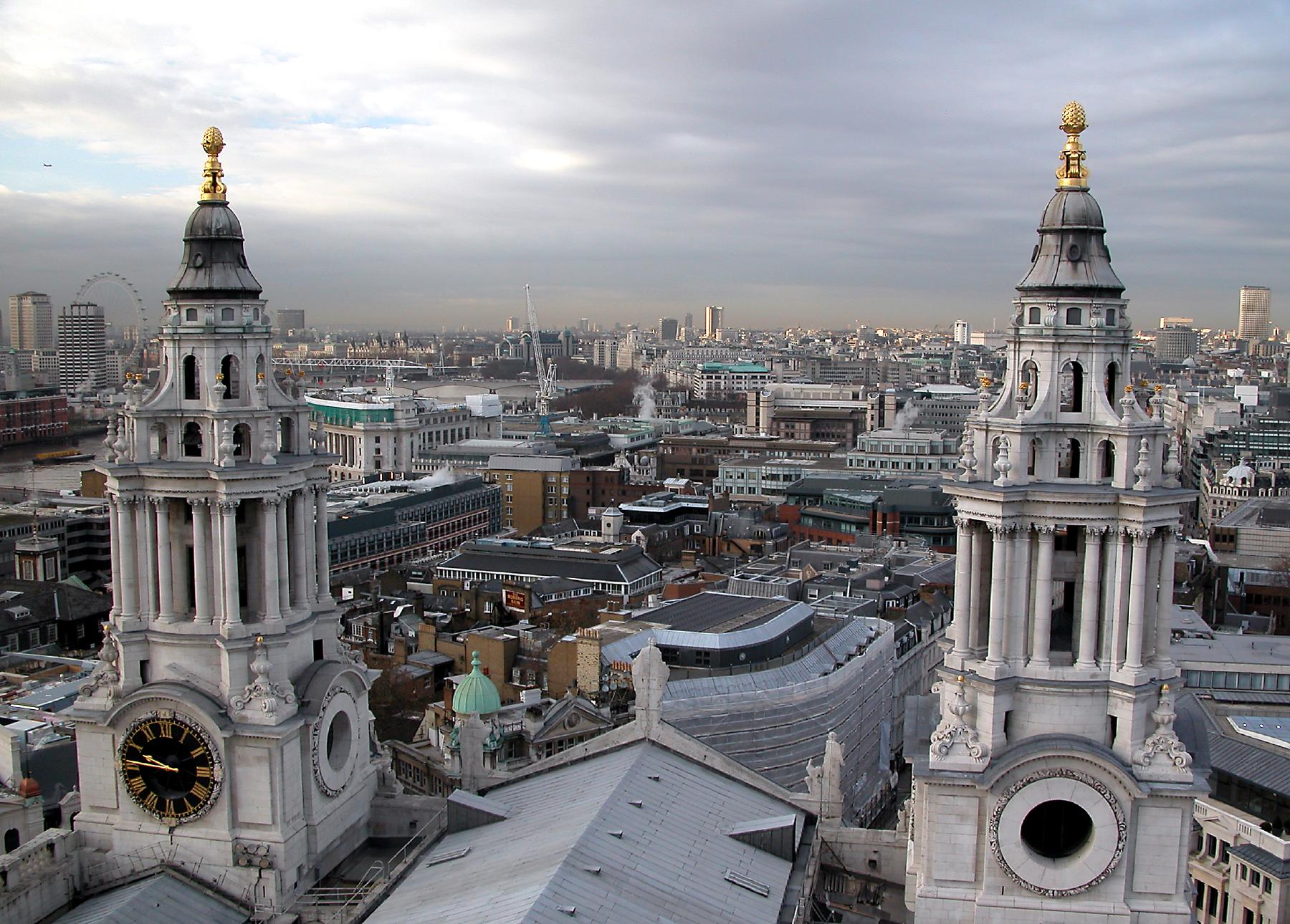
I due campanili della cattedrale visti dalla cupola

La cattedrale ha due campanili, come era nella vecchia cattedrale di Saint Paul e come accade nella maggior parte delle cattedrali medievali inglesi e internazionali di stile gotico.
Il primo orologio nella cattedrale venne installato nella torre sudovest da Langley Bradley nel 1709, ma appariva ormai logoro alla fine del XIX secolo. L'attuale meccanismo venne quindi costruito nel 1893 dalla ditta Smith of Derby incorporando il disegno di Edmund Denison Beckett simile a quello usato da Edward Dent per il meccanismo del Big Ben nel 1895. Il meccanismo dell'orologio è lungo 5,8 metri. Dal 1969 l'orologio è stato elettrificato sempre dalla ditta Smith of Derby, eliminando così la figura del custode dell'orologio che quotidianamente doveva sollevare pesanti pesi per permetterne il funzionamento.
La torre sudovest contiene quattro campane, tra le quali vi è la Great Paul, fusa nel 1881 dalla fonderia John Taylor & Co di Loughborough, col peso di 16800 kg è stata la campana più grande di tutte le isole britanniche sino alla fusione della Olympic Bell per i giochi olimpici di Londra del 2012. Anche se la campana viene sonata ogni giorno alle 13:00, la Great Paul non ha funzionato per anni per la rottura di un meccanismo. Tra le altre campane ricordiamo la Great Tom, rimossa dalla Cappella di Santo Stefano del Palazzo di Westminster e rifusa diverse volte, l'ultima volta da Richard Phelps. È questa a segnare le ore e viene suonata tradizionalmente in occasione della morte di un membro della famiglia reale, del vescovo di Londra o del Lord Mayor of London, anche se venne fatta un'eccezione per la morte del presidente statunitense James Garfield. Venne suonata l'ultima volta a martello per questo scopo alla morte di Elisabetta, la regina madre, nel 2002.
Nel 1717, Richard Phelps fuse altre due campane che vennero aggiunte al carillon. Esse sono ancora in uso oggi.
La torre a nordest contiene dodici campane fuse dalla John Taylor & Co di Loughborough che possono essere suonate a carillon. Nel gennaio del 2018 le campane sono state rimosse per dei restauri e sono state riposizionate nel settembre di quello stesso anno, suonate per la festa di Ognissanti.

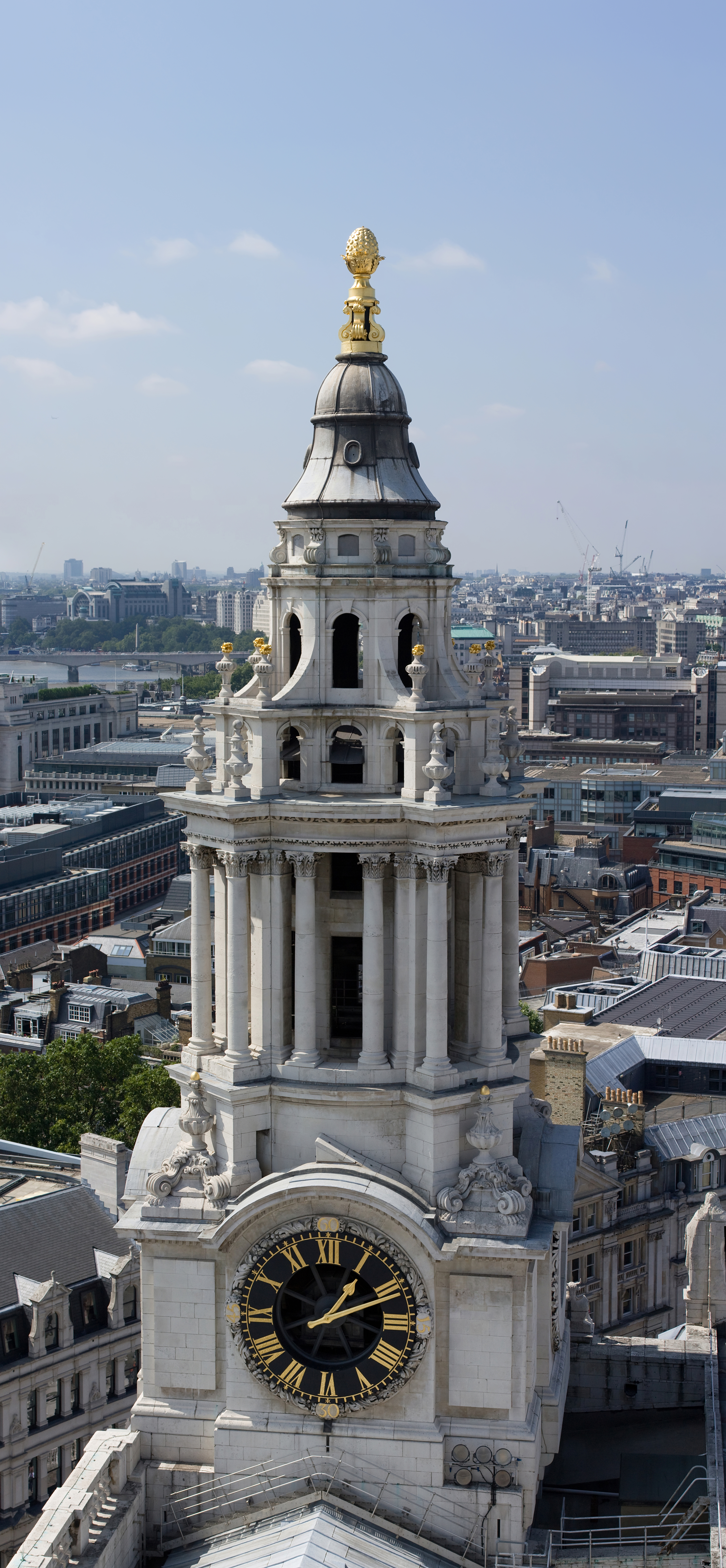
La torre sudovest

| Campana   | Nota nominale | Fonditore e Anno di fusione | Diametro  | Peso     |
| --------- | ------------- | --------------------------- | --------- | -------- |
| I         | Si♭           | John Taylor & Co nel 1878   | 175,3 cm  | 3130 kg  |
| II        | Do            | John Taylor & Co nel 1878   | 155,6 cm  | 2210 kg  |
| III       | Re            | John Taylor & Co nel 1878   | 140,3 cm  | 1521 kg  |
| IV        | Mi♭           | John Taylor & Co nel 1878   | 133,4 cm  | 1394 kg  |
| V         | Fa            | John Taylor & Co nel 1878   | 121 cm    | 1113 kg  |
| VI        | Sol           | John Taylor & Co nel 1878   | 111,1 cm  | 834 kg   |
| VII       | La            | John Taylor & Co nel 1878   | 100,7 cm  | 692 kg   |
| VIII      | Si♭           | John Taylor & Co nel 1878   | 98,1 cm   | 673 kg   |
| IX        | Do            | John Taylor & Co nel 1878   | 92,4 cm   | 594 kg   |
| X         | Re            | John Taylor & Co nel 1878   | 86,4 cm   | 501 kg   |
| XI        | Mi♭           | John Taylor & Co nel 1878   | 82,6 cm   | 466 kg   |
| XII       | Fa            | John Taylor & Co nel 1878   | 78,4 cm   | 421 kg   |
| Orologio  | La♭           | Richard Phelps nel 1716     | 210,5 cm  | 5205 kg  |
| Orologio  | Mi♭           | Richard Phelps nel 1707     | -         | 1256 kg  |
| Orologio  | La♭           | Richard Phelps nel 1707     | -         | 639 kg   |
| Bordone   | Mi♭           | John Taylor & Co nel 1881   | 114,75 cm | 17002 kg |
| Comunione | Mi♭           | Philip Wightman nel 1700    | 49,50 cm  | 952 kg   |

### Interno
Internamente, ha una navata e un coro per ciascuna delle sue tre braccia. L’entrata avviene da un portico con nartece fiancheggiato da cappelle: la cappella di St Dunstan a nord e quella dell'ordine dei santi Michele e Giorgio a sud. La navata maggiore è alta 27,7 metri ed è separata da quelle laterali da delle arcate e da pilastri corinzi che si innalzano da una intavolatura. Le navate minori, compartimentate e voltate, hanno delle aperture laterali a lunette che danno luce all’interno. Le volte del coro sono decorate con mosaici di sir William Blake Richmond. I transetti si estendono a nord e a sud.
Il coro presenta degli stalli per il clero, per gli ufficiali della cattedrale e per i membri del coro, oltre a ospitare l’organo. Queste opere in legno, tra cui il pulpito e il trono del vescovo, vennero disegnati da Wren stesso e intagliati poi da Grinling Gibbons. Jean Tijou, fabbro francese, lavorò agli elaborati disegni di griglie e balaustre.
La cattedrale è lunga 174,95 metri (incluso il portico), di cui 67,97 metri di navata e 50 circa di coro.
La larghezza della navata è di 36,88 metri e presso i transetti è di 74,98 metri. La cattedrale si trova a essere più corta ma più larga della Vecchia Saint Paul.

#### Cupola interna
Il principale spazio interno alla cattedrale è quello sotto la cupola che occupa tutta l'area della navata centrale e di quelle laterali. La cupola è supportata da pennacchi che si elevano da otto pilastri i quali non sono chiaramente definiti in quanto lo stesso Wren li progettò perché si inserissero come segmenti alla fine delle navate laterali e gli archi.
Sopra gli archi di volta, a 30 metri d'altezza dal pavimento, corre una cornice che sostiene la Whispering Gallery così chiamata per le sue eccezionali proprietà acustiche: un sussurro o un mormorio anche basso contro uno dei suoi muri si può udire in uno qualsiasi dei punti della galleria circostante. È raggiungibile con una scalinata di 259 gradini. Sopra di essa si trovano in sequenza la Silver Gallery e la Golden Gallery verso la sommità.
La cupola è sostenuta da un alto tamburo e da pilastri intervallati da finestre a gruppi di tre, separati da otto nicchie con delle statue a ripetere lo schema del peristilio esterno. La cupola inizia dopo una cornice dorata posta a 53 metri, per un'altezza di 65 metri. L'interno è decorato da Sir James Thornhill e mostra otto scene della vita di San Paolo all'interno di un'architettura illusionistica. All'apice della cupola vi è un oculo ispirato a quello del Pantheon a Roma. Attraverso questo foro è possibile vedere la superficie decorata della lanterna. Da questo alto spazio e dalle sue aperture si riceve parte della luce interna. Le prime incisioni dei dipinti di Thornhill vennero pubblicate nel 1720.

#### Abside
L'abside, posta a est, si estende fino al coro dopo la navata. È decorata a mosaici sulle volte del coro. Il dossale e l'altare maggiore originali vennero distrutti durante i bombardamenti del 1940. L'attuale altare maggiore e il baldacchino sono opera di W. Godfrey Allen e Stephen Dykes Bower. L'abside venne dedicata nel 1958 come cappella nazionale dei soldati americani che combatterono sul suolo britannico durante la seconda guerra mondiale. Il suo rifacimento venne pagato interamente con donazioni del popolo britannico. La Roll of Honour contiene i nomi di più di 28 000 soldati americani impegnati nella guerra durante la seconda guerra mondiale. Si trova di fronte all'altare della cappella. Le tre finestre dell'abside sono state realizzate nel 1960 e rappresentano temi del servizio e del sacrificio, mentre le insegne attorno ai lati rappresentano gli Stati americani e le forze armate statunitensi. I pannelli incorporano anche la figura di un razzo, un tributo alle conquiste spaziali degli Stati Uniti.

### Organi a canne

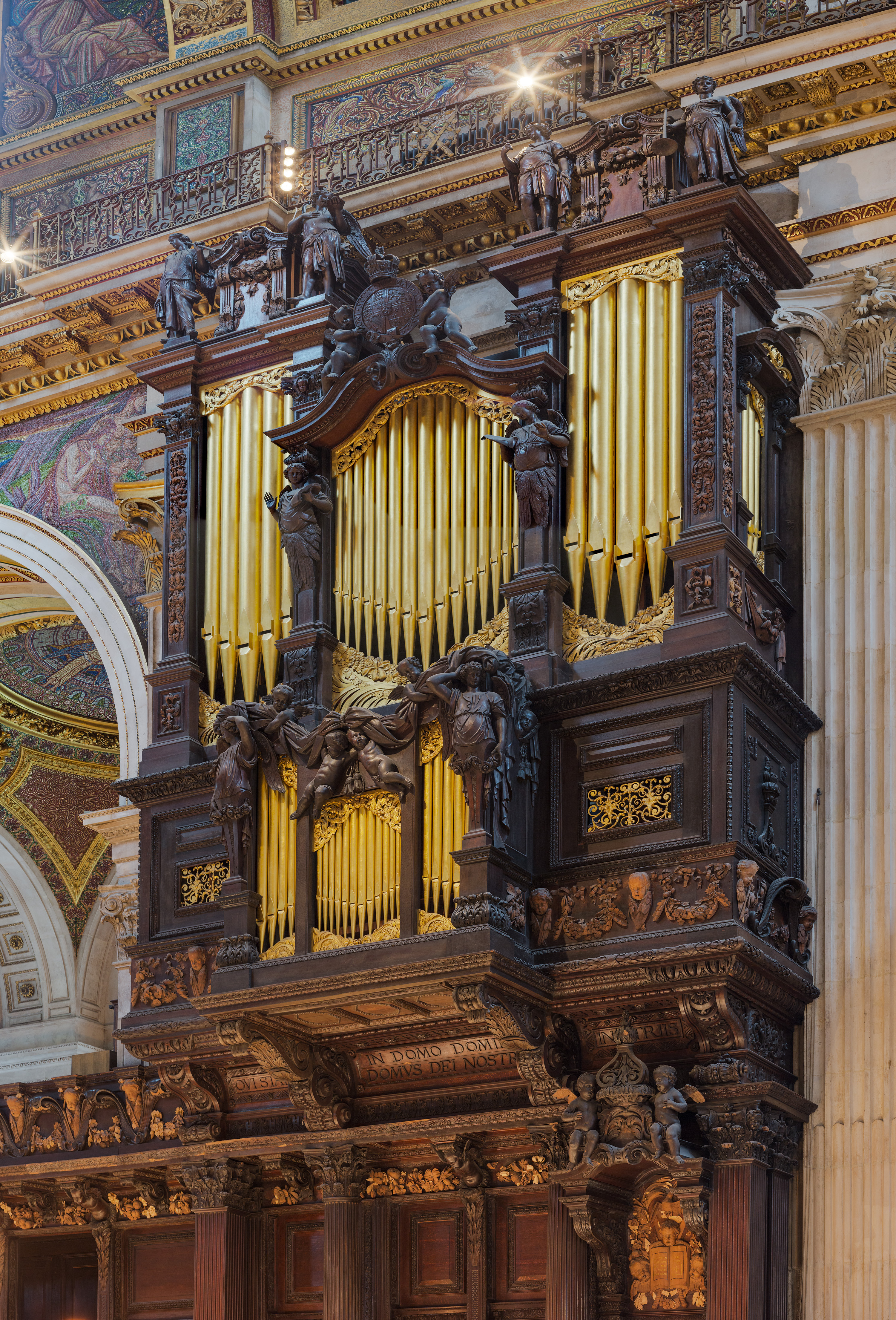
L'organo a sud

All'interno della chiesa vi sono tre organi a canne:
- l'organo maggiore venne costruito da Henry Wills nel 1872 ed è stato successivamente oggetto di diversi interventi di ampliamento, dei quali l'ultimo nel 1972-77 che gli ha conferito l'attuale conformazione, opera della ditta Mander che nel 2008 ha fornito anche una seconda consolle. A trasmissione elettrica, dispone di 109 registri su cinque manuali e pedale e si articola in più corpi divisi in due sezioni: il Chancel Organ entro le casse ai lati del coro e la Dome Section nel matroneo ai piedi della cupola.[47]
- L'organo positivo mobile, a pavimento nell'aula, è anch'esso opera di Wills che lo costruì nel 1881; a trasmissione integralmente meccanica, ha nove registri su due manuali e pedale.[48]
- L'organo da continuo è l'opus 35 di Thickell, risale al 2001 e ha nove registri.[49]

Nella cripta si trovano altri due strumenti:
- nella cappella dell'Ordine dell'Impero Britannico (in inglese: OBE Chapel) vi è uno strumento costruito nel 2011 da William Drake, con ventuno registri su due manuali e pedale e trasmissione meccanica;[50]
- nella sala da studio vi è un organo di Robin Jennings, del 2001, con sette registri su due manuali e pedale, anch'esso a trasmissione integralmente meccanica.[51]

## Memoriali, tombe famose e cenotafi

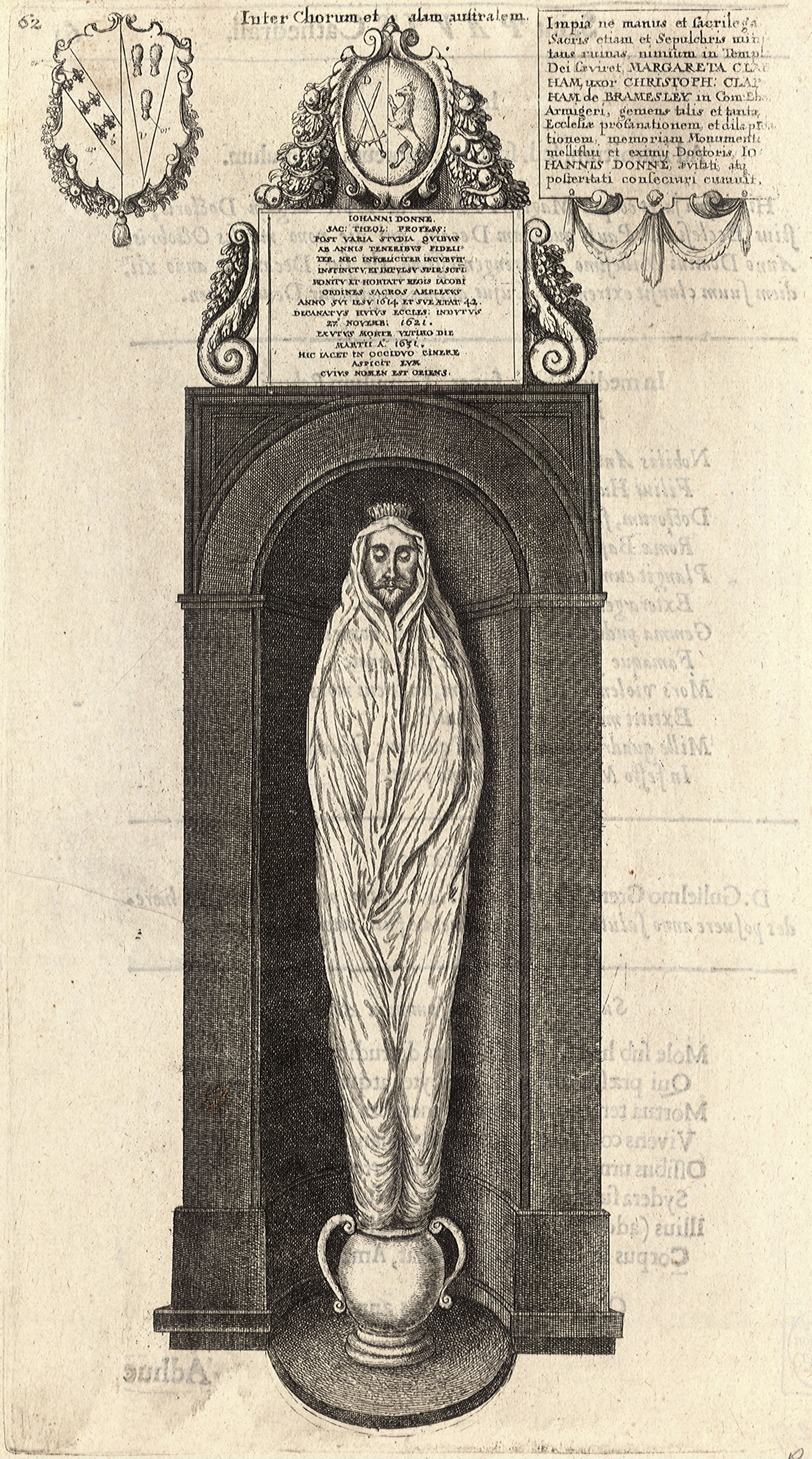
Il monumento a John Donne

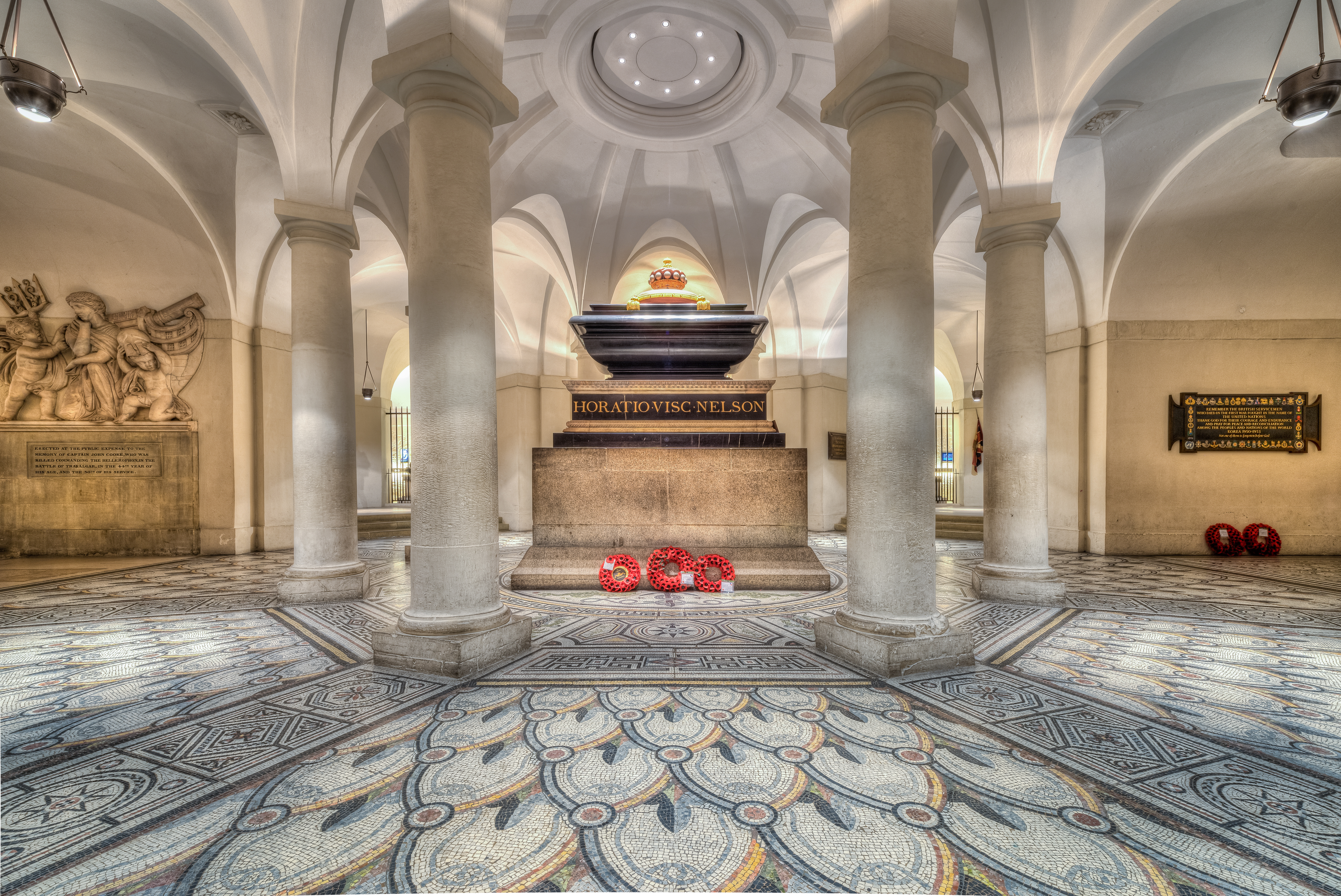
Il sarcofago di Lord Nelson nella cripta della cattedrale

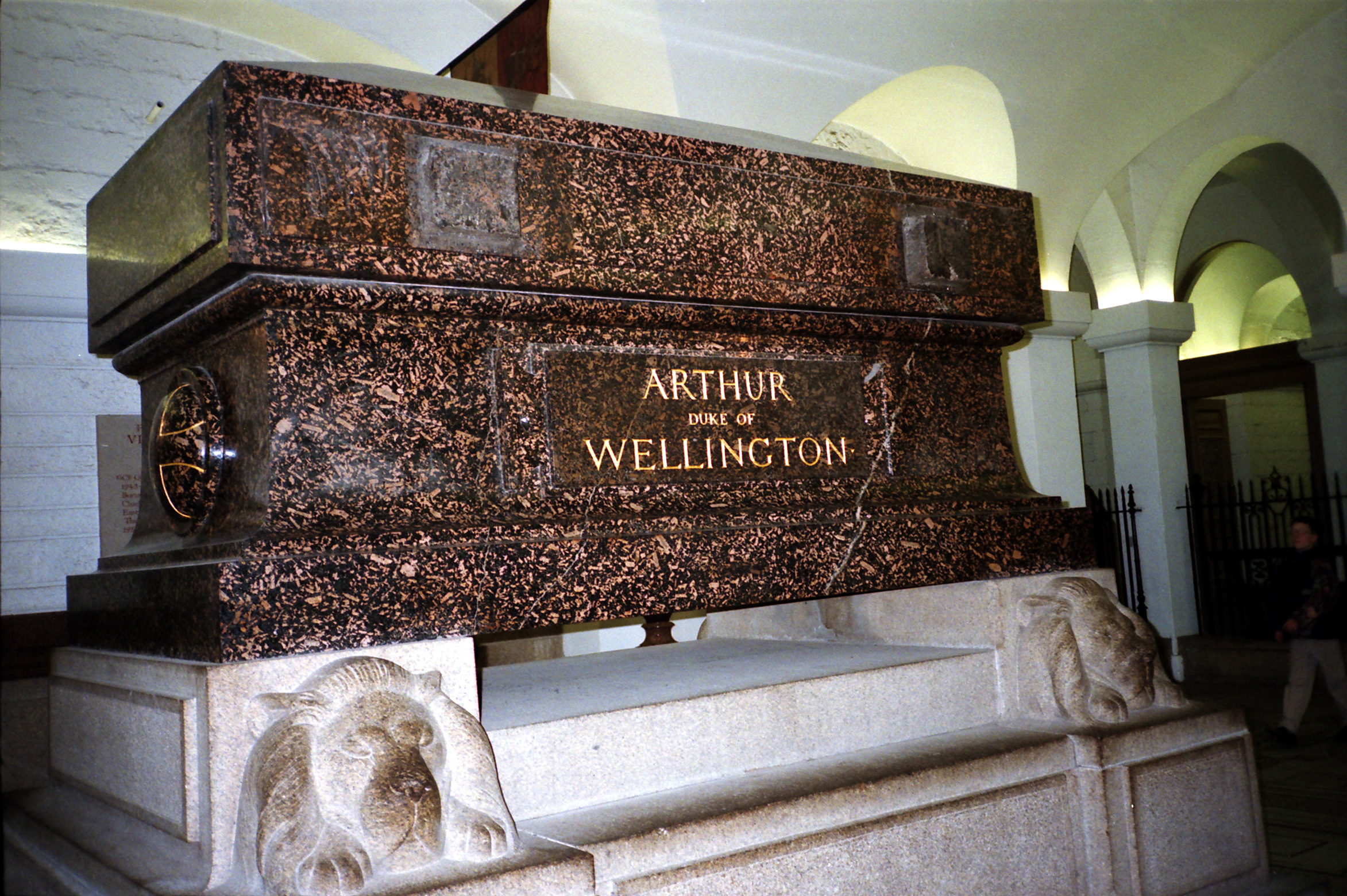
La tomba del duca di Wellington nella cripta della cattedrale

La cattedrale possiede una cripta con oltre 200 memoriali e le cappelle dell'Ordine dell'Impero Britannico e del tesoro. La cattedrale possiede un tesoro oggi piuttosto impoverito rispetto al passato in quanto molto di quanto qui era contenuto nei secoli è andato disperso o rubato. Christopher Wren fu il primo a essere sepolto nella cattedrale, sulla sua lapide c'è una scritta latina: "Lector, si monumentum requiris, circumspice" (Lettore, se tu vuoi vedere il mio monumento, guardati attorno).
La chiesa divenne da subito un luogo di culto simbolo per la città di Londra e per il regno intero, motivo per cui molti personaggi famosi vi vennero sepolti, talvolta nella cripta, con funerali di Stato svolti all'interno della chiesa stessa.
Esiste all'interno della cattedrale anche un elenco di tombe un tempo presenti nella vecchia cattedrale di Saint Paul e andate distrutte nel corso del rovinoso incendio del 1666.
La chiesa ospita lapidi commemorative e tombe di molte illustri personalità britanniche:
- Sir Christopher Wren
- Generale Sir Isaac Brock
- Sir Edwin Lutyens
- John Donne
- Lord Kitchener
- Il Duca di Wellington
- Lord Nelson
- Henry Moore
- Sir Winston Churchill
- T.E. Lawrence
- Sir Alexander Fleming
- Sir Arthur Sullivan
- Florence Nightingale
- J.M.W. Turner
- Sir Joshua Reynolds
- Walter de la Mare
- Lawrence Alma-Tadema
- Henry Bartle Frere
- Max Beerbohm
- Cuthbert Collingwood, I barone Collingwood
- Mandell Creighton
- John Henry Foley
- George Grey
- Ralph de Hengham
- Giovanni Plantageneto, I duca di Lancaster
- John Everett Millais
- Henry Hart Milman
- William Carnegie
- John Opie
- Hubert Parry
- John Rennie il Vecchio
- Alexander Wedderburn, I conte di Rosslyn
- Garnet Wolseley, I visconte Wolseley
- William Turner

## Cattedrale di San Paolo nell'arte

### Rappresentazioni artistiche
La cattedrale di Saint Paul è stata rappresentata in molti dipinti, stampe e disegni, dalla sua esecuzione ai giorni nostri. Tra gli artisti di maggior rilievo che la rappresentarono ricordiamo Canaletto, Turner, Daubigny, Pissarro, Signac, Derain, Lloyd Rees.

Dipinti ed incisioni di Saint Paul
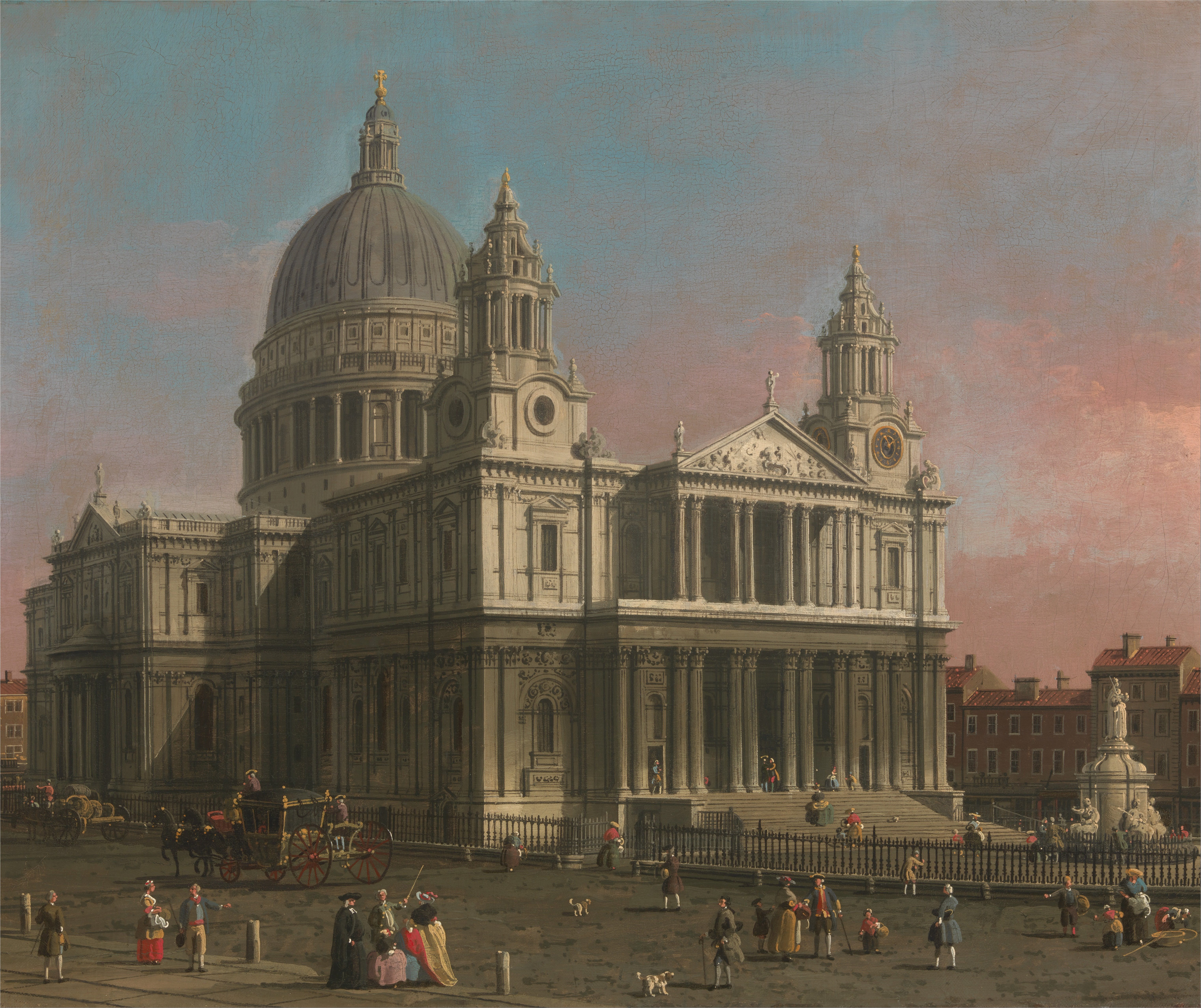
Incisione della cattedrale del XVIII secolo vista da nordovest, opera di Canaletto
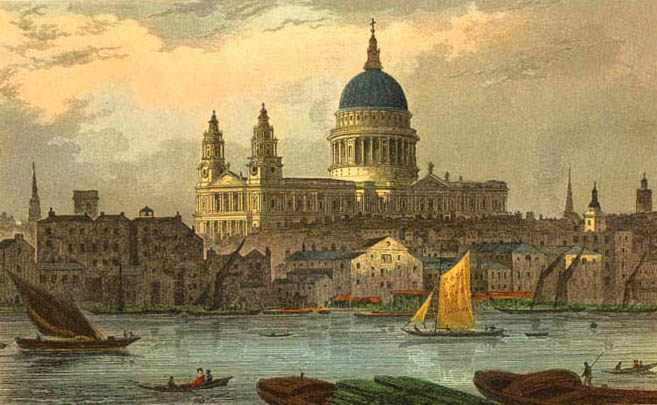
Incisione colorata del XIX secolo da sudovest di Thomas Hosmer Shepherd
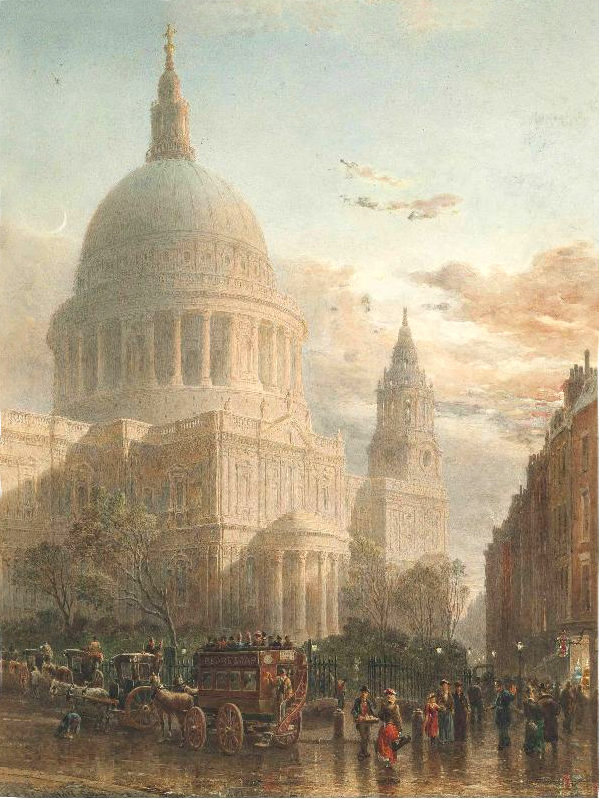
Incisione romantica del XIX secolo della cattedrale dopo una pioggia serale, di Edward Angelo Goodall
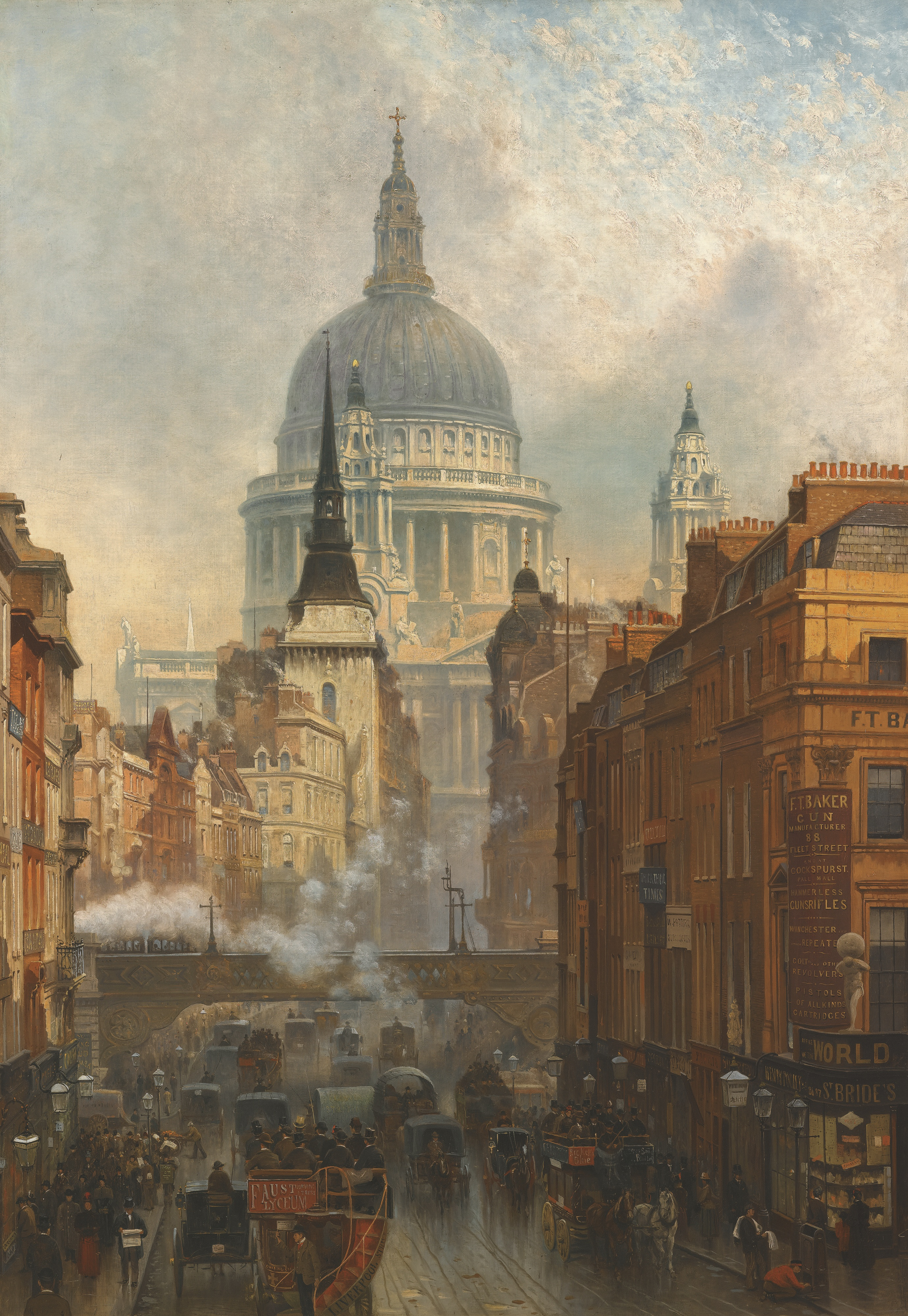
Olio su tela di John O'Connor, Evening on Ludgate Hill (1887) la cattedrale di Saint Paul è visibile dietro la chiesa di Saint Martin
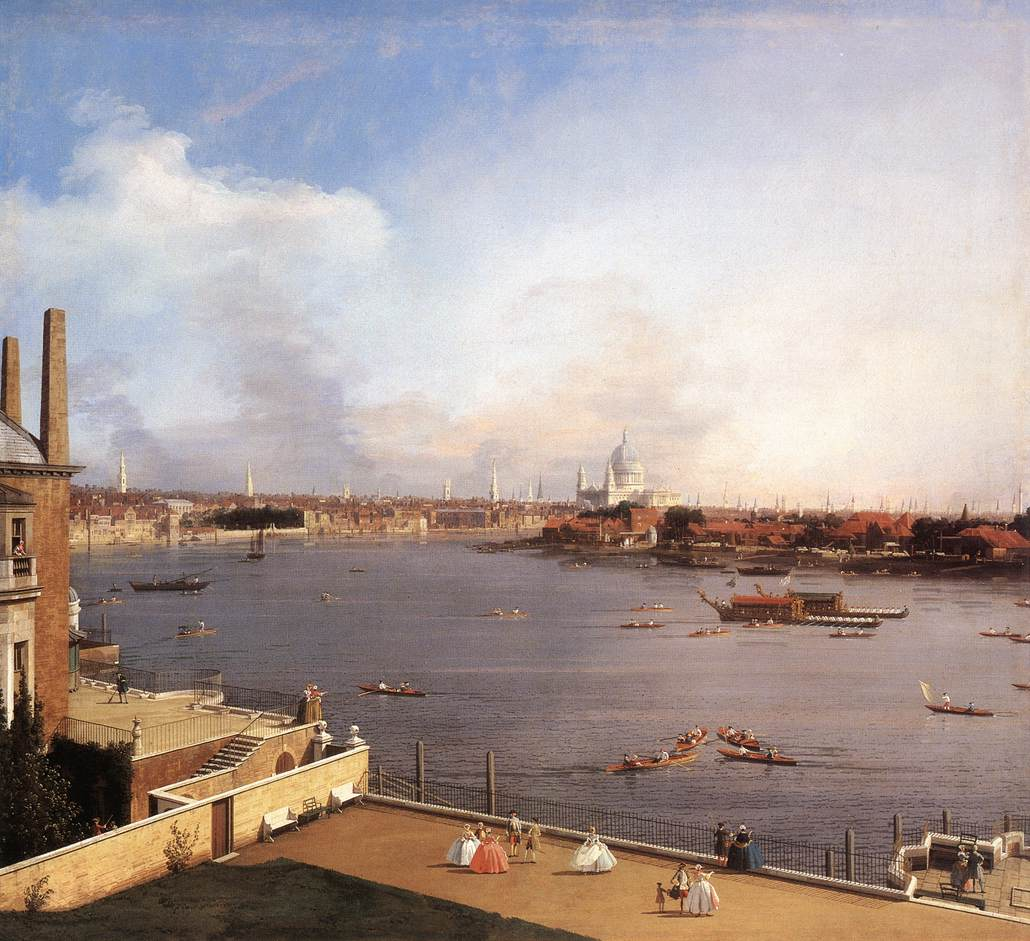
Saint Paul da Richmond House del Canaletto (1747)
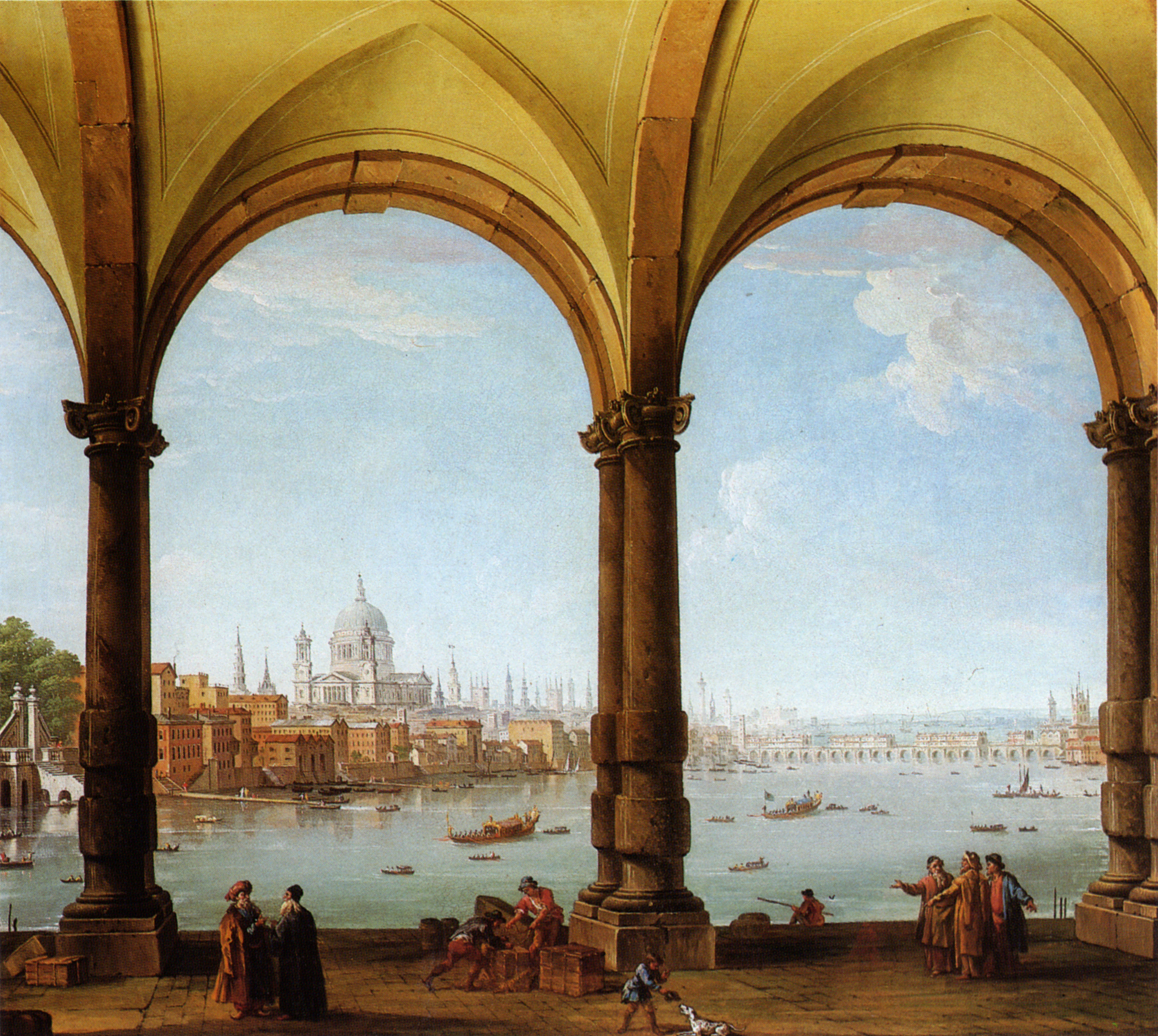
Saint Paul vista da una loggia (c. 1748) di Antonio Joli
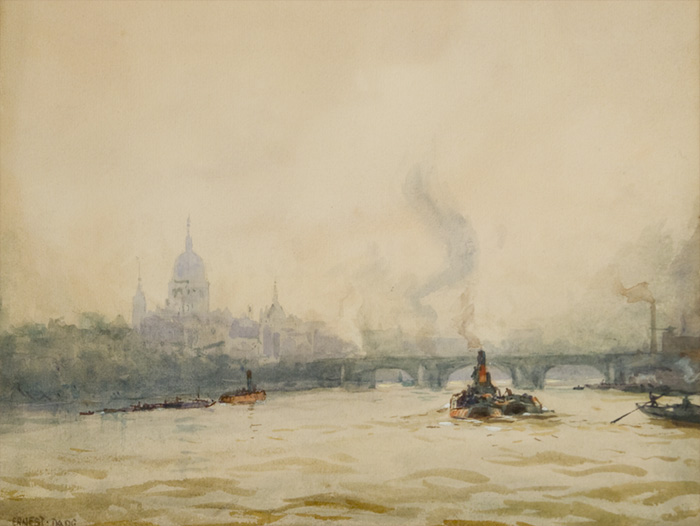
Una visione impressionista di Saint Paul dal fiume di Ernest Dade (prima del 1936)
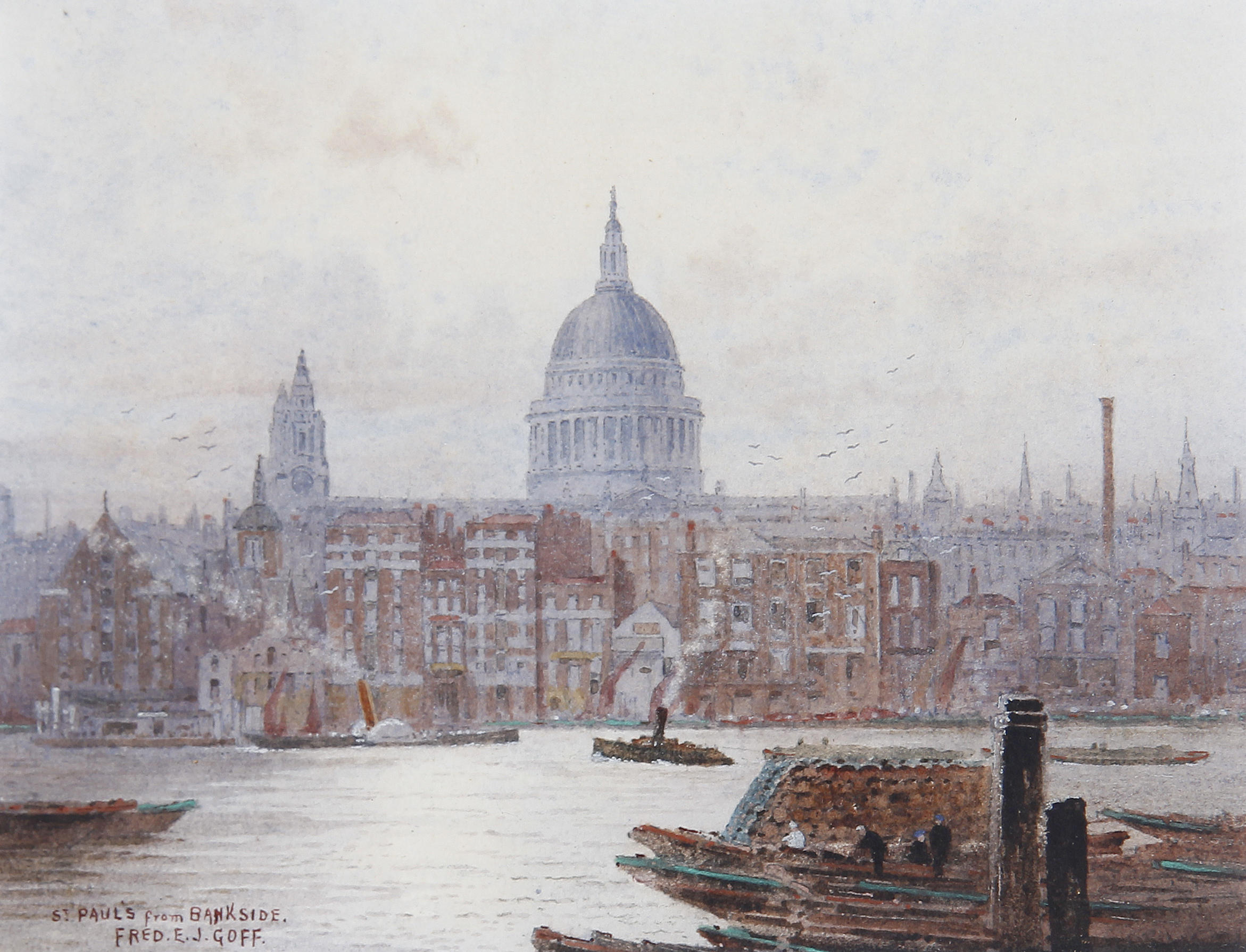
Saint Paul da Bankside, acquerello di Frederick E. J. Goff (prima del 1931)

### Fotografia e cinematografia
La cattedrale di Sant Paul è diventata oggetto anche di molte famose fotografie di Londra, di cui certamente la più famosa è quella che la vede dopo la battaglia d'Inghilterra.(vedi sopra) È stata utilizzata anche per diversi film e programmi TV (inclusa la sigla d'apertura della Thames Television) o in pellicole di grande successo come Mary Poppins e Harry Potter e il prigioniero di Azkaban.
Tra i film dove si vede la cattedrale di Saint Paul ricordiamo:
- St. Paul's Cathedral (1942), un documentario di guerra voluto dal British Council, dove nella parte finale si mostrano i danni dei bombardamenti a Saint Paul.[52]
- Lawrence d'Arabia (1962) che mostra l'esterno della struttura e il busto di T.E. Lawrence.
- Mary Poppins (1964) che mostra la scalinata e il fronte occidentale della cattedrale, set della canzone Feed the Birds.
- La cattedrale è apparsa per due volte in Doctor Who, nel 1968 in The Invasion, e nel 2014 in Dark Water/Death in Heaven.
- Saint Paul si vede brevemente nella serie The Goodies nell'episodio Kitten Kong (1971).
- Nel programma educativo della BBC A Guide to Armageddon, (1982) Saint Paul è il ground zero per la bomba nucleare sganciata su Londra.
- Lifeforce (1985) viene mostrato l'interno della cattedrale.
- La pazzia di re Giorgio (1994) mostra la scalinata e la torre sudovest della cattedrale.
- Harry Potter e il prigioniero di Azkaban (2004) mostra la scalinata e la torre sudovest della cattedrale.
- Industrial Revelations: Best of British Engineering — Buildings, con Rory McGrath serie 5, episodio 1, 2008, incentrato sulla cattedrale di Saint Paul.
- Sherlock Holmes (2009) mostra il lato nord e la scalinata oltre alla torre ovest della cattedrale.
- Harry Potter e il principe mezzosangue (2009); la facciata sud della cattedrale.
- Climbing Great Buildings (2010)
- Into Darkness - Star Trek (2013) mostra Saint Paul nel XXIII secolo assieme ad altre strutture della Londra moderna.
- Thor: The Dark World (2013) mostra Saint Paul come uno dei punti chiave della città.
- London Has Fallen (2016) mostra la cattedrale durante il funerale del primo ministro.
- Paddington 2 (2017) mostra la cattedrale quando Phoenix Buchanan deve impersonare una suora.
- Mission: Impossible - Fallout (2018) mostra la cattedrale.
- Macchine mortali (2018) mostra la cattedrale, unico edificio di Londra sopravvissuto all'olocausto nucleare.

## Nella fotografia e nei film

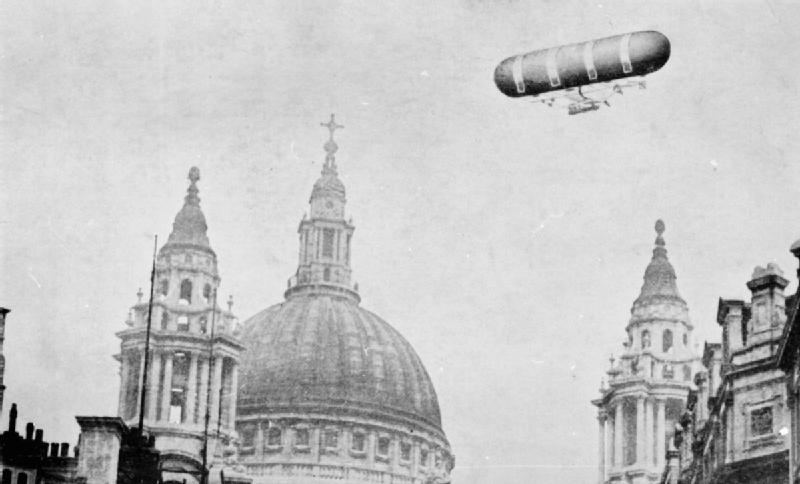
Un aeromobile, il Nulli Secundus, gira attorno alla cattedrale nel suo viaggio da Farnborough a Londra (1907)
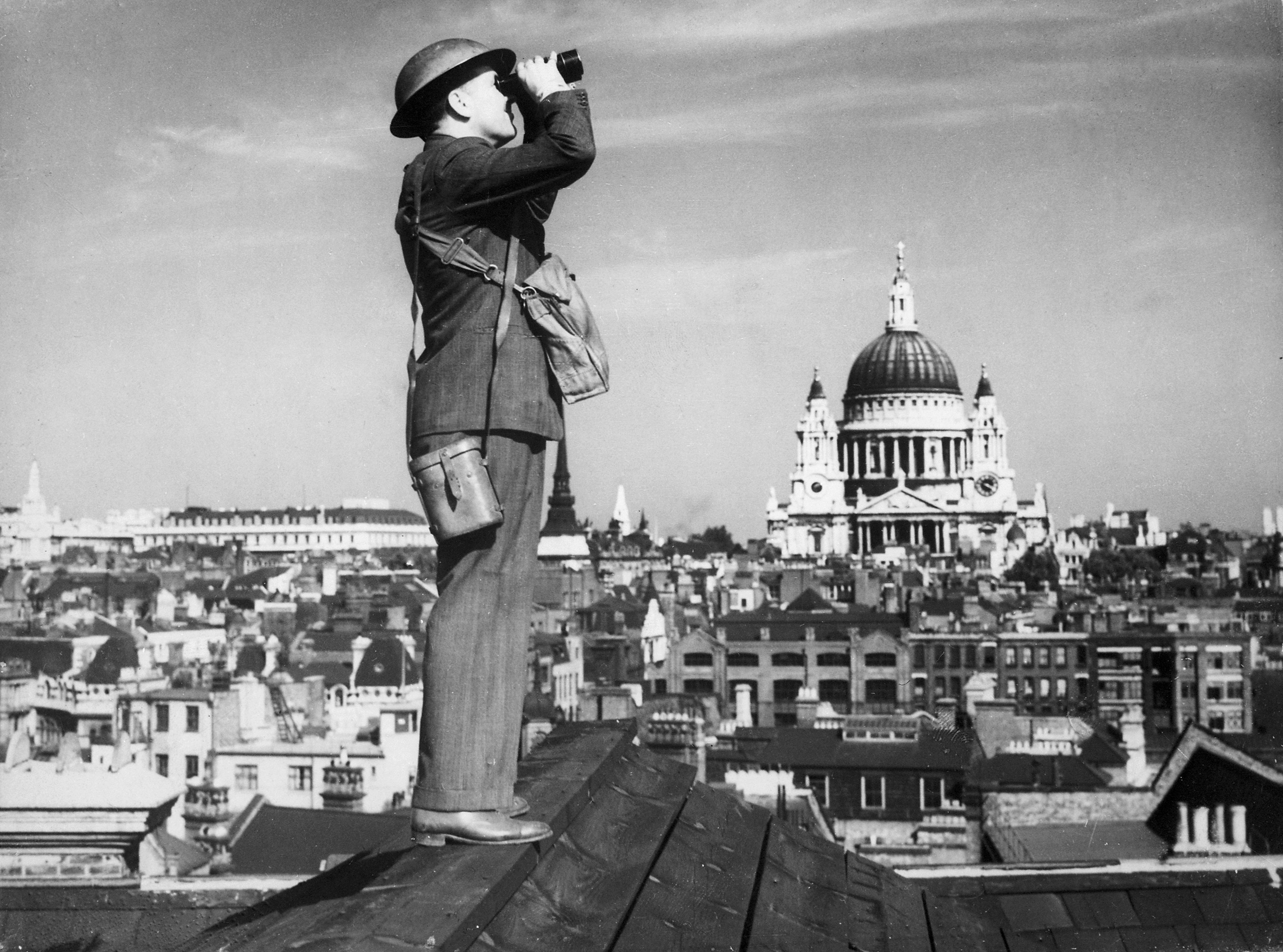
Un membro dei Royal Observer Corps di guardia durante la battaglia d'Inghilterra (1940)
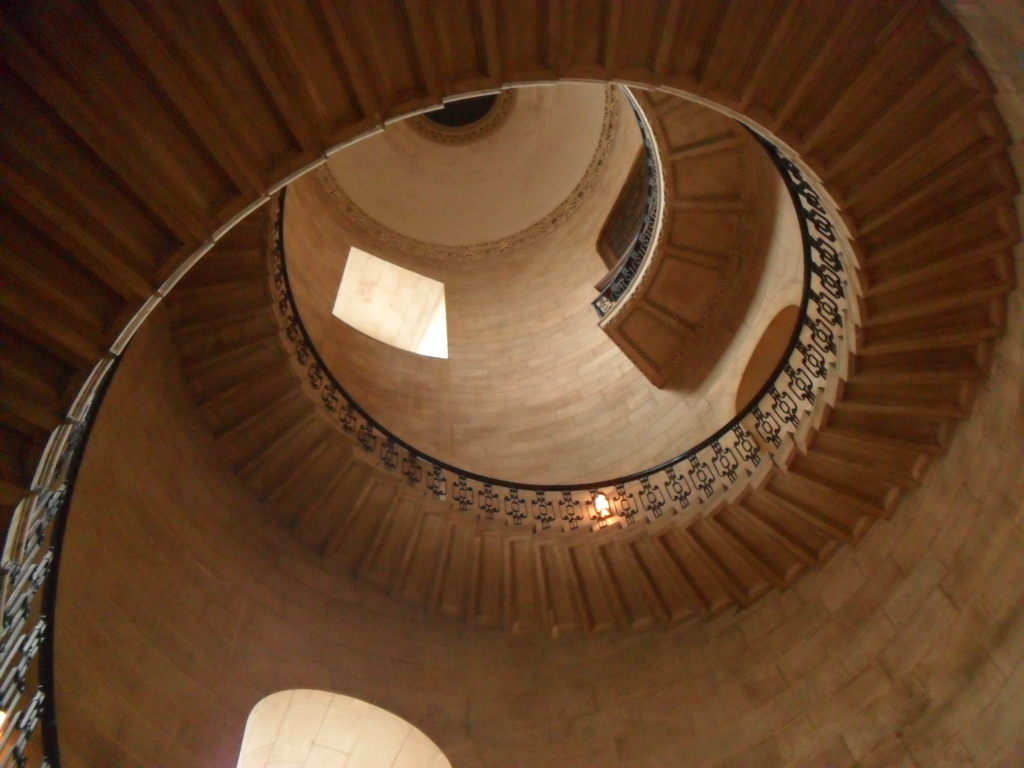
La scalinata geometrica rappresentata in diversi film tra cui Sherlock Holmes (2009)